# Campionato mondiale di Formula 1 2011
Il campionato mondiale di Formula 1 2011 organizzato dalla FIA è stato, nella storia della categoria, il 62º ad assegnare il campionato piloti e il 54º ad assegnare il campionato costruttori.

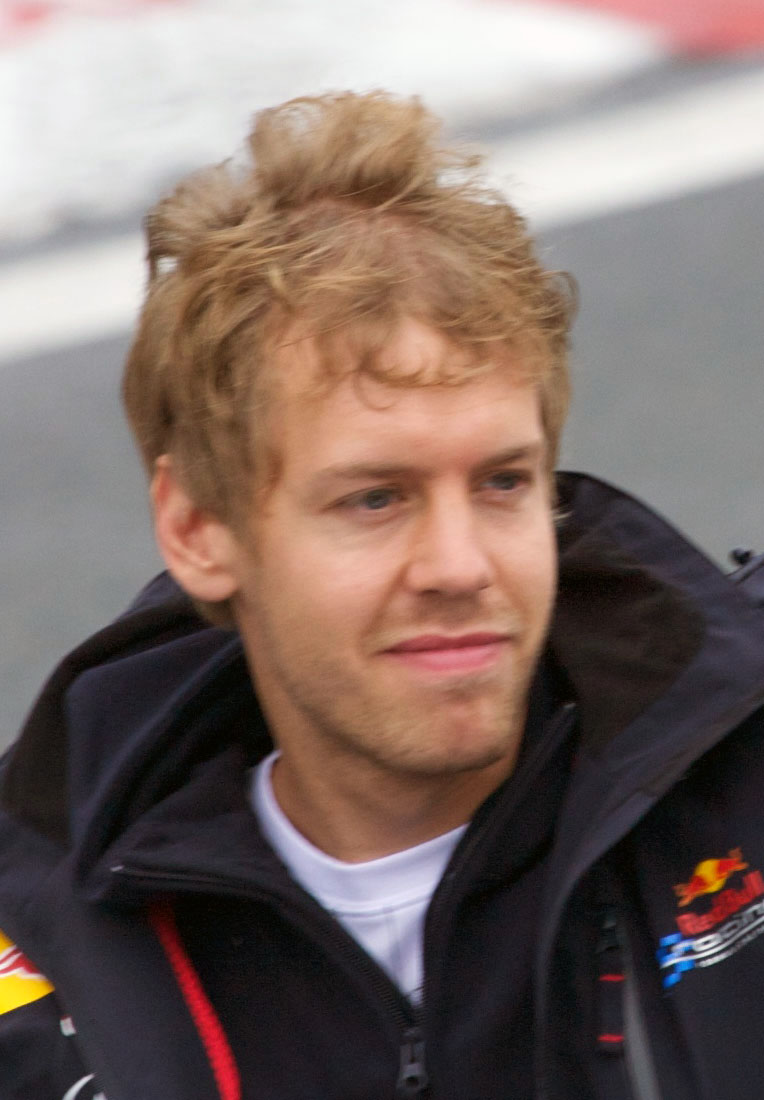
Sebastian Vettel, conquistando ben undici vittorie, si è confermato campione del mondo diventando così il più giovane bicampione del mondo nella storia della categoria.

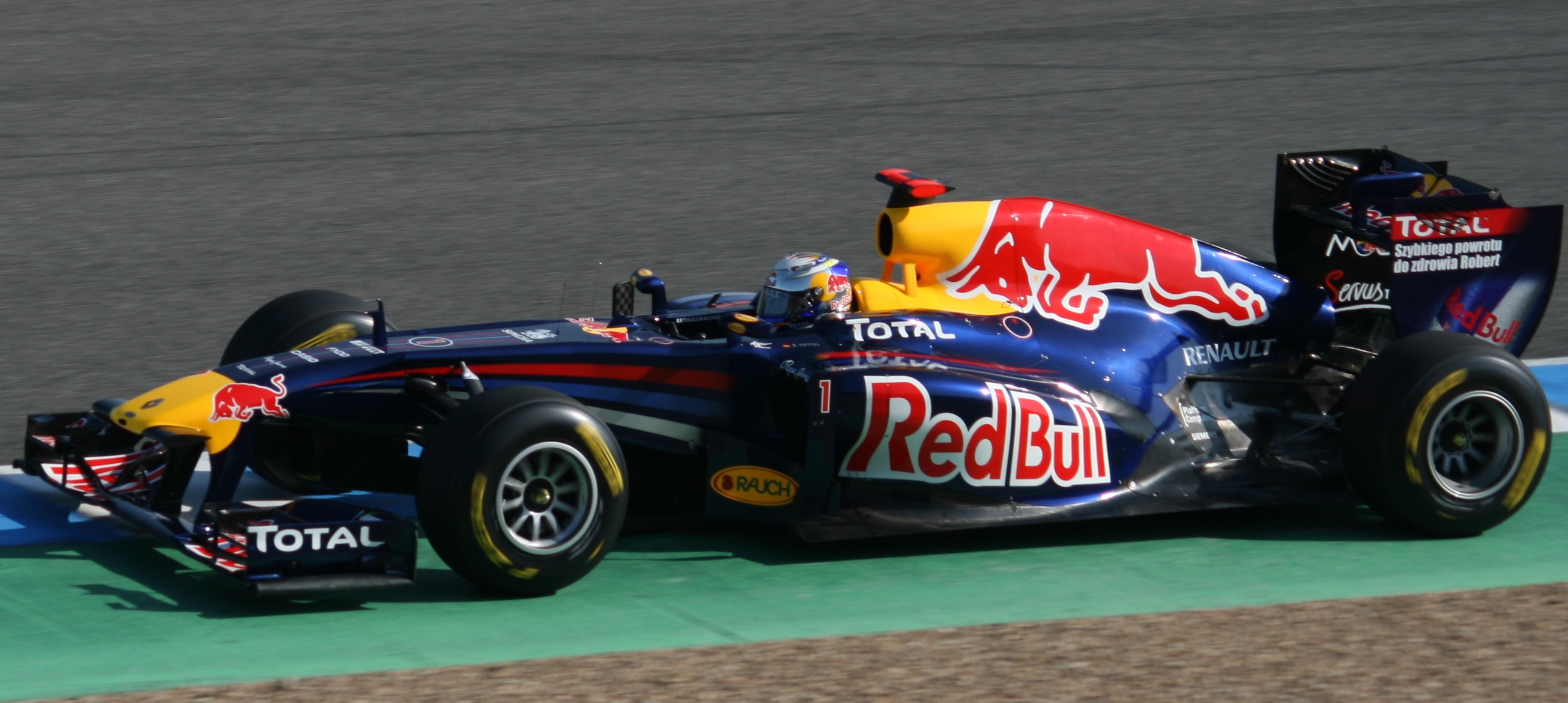
La Red Bull Racing vince il secondo campionato mondiale costruttori di fila.

Il calendario ha compreso diciannove gran premi, con l'introduzione del Gran Premio d'India e la cancellazione del Gran Premio del Bahrein. Le rivolte che si sono sviluppate nel mondo arabo tra il 2010 e il 2011 avevano costretto inizialmente il governo del Bahrein alla cancellazione dell'evento per ragioni di sicurezza, ma successivamente il Gran Premio era stato riproposto come 17ª gara del calendario in data 30 ottobre al posto della gara in India che si doveva disputare l'11 dicembre. Ma a distanza di pochi giorni gli organizzatori hanno deciso di annullare definitivamente il gran premio per questa stagione.
La Pirelli è tornata in Formula 1 come fornitore unico di pneumatici per tre anni, sostituendo la Bridgestone.
Il pilota campione in carica è Sebastian Vettel della scuderia Red Bull, campione dei costruttori. Entrambi si sono confermati campioni nelle rispettive classifiche.

## La pre-stagione

### Il calendario
Il 16 aprile 2010, Bernie Ecclestone confermò che ci sarebbero state venti gare nel 2011. Oltre alle gare del 2010, si aggiunse il Gran Premio d'India. Un calendario provvisorio venne annunciato l'8 settembre e venne confermato il 3 novembre.
Il 21 febbraio 2011, il Gran Premio del Bahrein, previsto il 13 marzo come prima corsa della stagione, è stato annullato dagli organizzatori a causa delle proteste anti-governative nel paese. Successivamente era stato riproposto come 17ª gara del calendario in data 30 ottobre al posto del Gran Premio d'India che si sarebbe dovuto disputare l'11 dicembre, ma a distanza di pochi giorni gli organizzatori hanno deciso di annullare definitivamente l'evento.
Il 23 marzo 2011 è stata ufficialmente confermata l'omologazione del Circuito di Shanghai, che ha ospitato il Gran Premio di Cina.
| Gara | Nome ufficiale del Gran Premio         | Circuito                         | Sede          | Data         | Ora    | Ora   | Diretta TV |
| Gara | Nome ufficiale del Gran Premio         | Circuito                         | Sede          | Data         | Locale | UTC   | Diretta TV |
| ---- | -------------------------------------- | -------------------------------- | ------------- | ------------ | ------ | ----- | ---------- |
| 1    | Qantas Australian Grand Prix           | Albert Park Circuit              | Melbourne     | 27 marzo     | 17:00  | 07:00 | Rai 1      |
| 2    | Petronas Malaysia Grand Prix           | Sepang International Circuit     | Sepang        | 10 aprile    | 16:00  | 09:00 | Rai 1      |
| 3    | UBS Chinese Grand Prix                 | Shanghai International Circuit   | Shanghai      | 17 aprile    | 15:00  | 08:00 | Rai 1      |
| 4    | DHL Turkish Grand Prix                 | Istanbul Park                    | Tuzla         | 8 maggio     | 15:00  | 13:00 | Rai 1      |
| 5    | Gran Premio de España Santander        | Circuito di Barcellona-Catalogna | Montmeló      | 22 maggio    | 14:00  | 13:00 | Rai 1      |
| 6    | Grand Prix de Monaco                   | Circuito di Monte Carlo          | Monaco        | 29 maggio    | 14:00  | 13:00 | Rai 1      |
| 7    | Grand Prix du Canada                   | Circuit Gilles Villeneuve        | Montréal      | 12 giugno    | 13:00  | 18:00 | Rai 1      |
| 8    | Grand Prix of Europe                   | Valencia Street Circuit          | Valencia      | 26 giugno    | 14:00  | 13:00 | Rai 1      |
| 9    | Santander British Grand Prix           | Silverstone Circuit              | Silverstone   | 10 luglio    | 13:00  | 13:00 | Rai 1      |
| 10   | Großer Preis Santander von Deutschland | Nürburgring                      | Nürburg       | 24 luglio    | 14:00  | 13:00 | Rai 1      |
| 11   | Eni Magyar Nagydíj                     | Hungaroring                      | Mogyoród      | 31 luglio    | 14:00  | 13:00 | Rai 1      |
| 12   | Shell Belgian Grand Prix               | Circuito di Spa-Francorchamps    | Stavelot      | 28 agosto    | 14:00  | 13:00 | Rai 1      |
| 13   | Gran Premio Santander d'Italia         | Autodromo nazionale di Monza     | Monza         | 11 settembre | 14:00  | 13:00 | Rai 1      |
| 14   | SingTel Singapore Grand Prix           | Singapore Street Circuit         | Singapore     | 25 settembre | 20:00  | 13:00 | Rai 1      |
| 15   | Japanese Grand Prix                    | Suzuka Circuit                   | Suzuka        | 9 ottobre    | 15:00  | 07:00 | Rai 1      |
| 16   | Korean Grand Prix                      | Korean International Circuit     | Yeongam       | 16 ottobre   | 15:00  | 07:00 | Rai 1      |
| 17   | Airtel Grand Prix of India             | Buddh International Circuit      | Greater Noida | 30 ottobre   | 15:00  | 09:30 | Rai 1      |
| 18   | Etihad Airways Abu Dhabi Grand Prix    | Yas Marina Circuit               | Abu Dhabi     | 13 novembre  | 17:00  | 13:00 | Rai 1      |
| 19   | Grande Prêmio Petrobras do Brasil      | Autódromo José Carlos Pace       | San Paolo     | 27 novembre  | 14:00  | 16:00 | Rai 1      |

### La presentazione delle vetture
Le nuove vetture per la stagione 2011 sono state presentate a partire dal 28 gennaio 2011 secondo il seguente calendario:
| Costruttore          | Telaio      | Data lancio | Luogo lancio                 |
| -------------------- | ----------- | ----------- | ---------------------------- |
| Ferrari              | 150º Italia | 28 gennaio  | Maranello, Italia            |
| Sauber-Ferrari       | C30         | 31 gennaio  | Circuito di Valencia, Spagna |
| Renault              | R31         | 31 gennaio  | Circuito di Valencia, Spagna |
| Lotus-Renault        | T128        | 31 gennaio  | Sito Internet del Team       |
| Mercedes             | MGP W02     | 1º febbraio | Circuito di Valencia, Spagna |
| Red Bull-Renault     | RB7         | 1º febbraio | Circuito di Valencia, Spagna |
| Toro Rosso-Ferrari   | STR6        | 1º febbraio | Circuito di Valencia, Spagna |
| Williams-Cosworth    | FW33        | 1º febbraio | Circuito di Valencia, Spagna |
| McLaren-Mercedes     | MP4-26      | 4 febbraio  | Berlino, Germania            |
| Virgin-Cosworth      | MVR-02      | 7 febbraio  | Londra, Regno Unito          |
| Force India-Mercedes | VJM04       | 8 febbraio  | Sito Internet F1             |
| HRT-Cosworth         | F111        | 8 febbraio  | Sito Internet F1             |

### I test
Per quanto riguarda i test per lo sviluppo delle macchine, come nella stagione precedente, i team hanno a disposizione 15.000 km da utilizzare in un massimo di 15 giorni. I circuiti in cui vengono svolte le prove sono il Ricardo Tormo di Valencia dal 1º al 3 febbraio, il circuito di Jerez de la Frontera dal 10 al 13 febbraio, il Circuito di Catalogna dal 18 al 21 febbraio e il Bahrain International Circuit dal 3 al 6 marzo. A seguito della situazione politica in Bahrain, che ha portato all'annullamento del gran premio, anche i test vengono spostati, dall'8 all'11 marzo, su quello di Montmeló. Successivamente le date dell'ultimo test vengono spostate di un giorno, venendo fissate dall'8 al 12 marzo.

### Accordi e fornitori
Da questa stagione e per tre anni, l'italiana Pirelli è la fornitrice unica degli pneumatici sostituendo i giapponesi della Bridgestone. La casa italiana ritorna nella massima serie dopo vent'anni (ultimo gran premio quello d'Australia 1991 in cui forniva coperture per Tyrrell, Brabham, Benetton e Dallara-Scuderia Italia. Nel campionato mondiale di F1 la Pirelli ha già disputato 200 gare con 43 vittorie (l'ultima con Nelson Piquet su Benetton nel Gran Premio del Canada 1991), 46 pole position e 50 giri veloci. La Pirelli ha inoltre informato che le diverse mescole avranno ciascuna un colore differente per permettere al telespettatore la possibilità di riconoscere i vari tipi di gomme portate in ciascun gran premio.
I test sui nuovi pneumatici sono iniziati il 17 agosto 2010 con Nick Heidfeld, al volante di una Toyota TF109, sul Circuito del Mugello. Nei mesi seguenti si sono alternati alla guida della vettura anche Romain Grosjean e Pedro de la Rosa. Il 19 e 20 novembre 2010 sono stati poi effettuati dei test con le nuove coperture presso il Circuito di Yas Marina da parte di tutte le scuderie impegnate nel campionato 2010.
Nel gennaio 2011 Pedro de la Rosa ha svolto anche dei test in notturna e su pista bagnata artificialmente, sempre sul Circuito di Yas Marina.
Viene chiuso l'accordo tra Williams e HRT per la fornitura a quest'ultima del cambio costruito dalla scuderia inglese. La Renault, oltre che alla Red Bull, fornirà nel 2011 i propulsori e il KERS anche alla Lotus. La Lotus utilizzerà inoltre il cambio e il sistema idraulico fornito dalla Red Bull.
A luglio 2011 viene siglato un patto di partenariato tecnologico tra la Virgin e la McLaren. La Virgin avrà accesso al banco prova della McLaren, al simulatore e alla sua galleria del vento; i tecnici della McLaren saranno inseriti nella struttura tecnica della Virgin.

## Piloti e scuderie

### Piloti

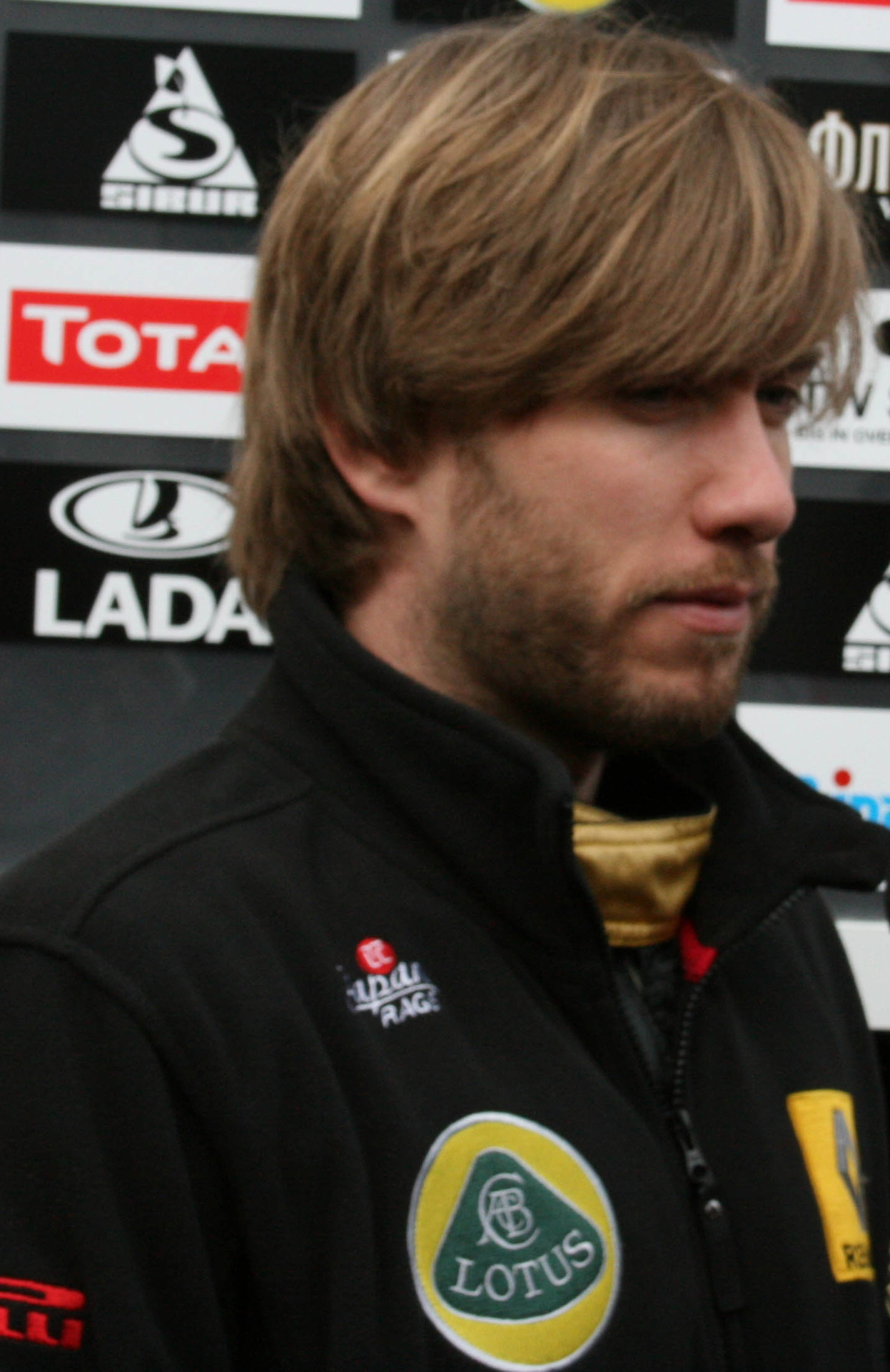
Nick Heidfeld sostituisce l'infortunato Kubica alla guida della Renault.

I primi cinque team della precedente stagione Red Bull, McLaren, Ferrari, Mercedes e Renault) confermano i piloti della stagione 2010, anche se il 6 febbraio 2011 il polacco Robert Kubica, pilota della Renault, è vittima di un grave incidente nel corso di un rally disputato ad Andora, in provincia di Savona. Appare subito chiaro che per le ferite riportate Kubica non potrà disputare questo campionato. La scuderia ingaggia quale tester, nel frattempo, Nick Heidfeld, che nel 2010 aveva svolto i primi test per la Pirelli ed era stato poi chiamato dalla Sauber al posto di Pedro de la Rosa per gli ultimi cinque gran premi stagionali. Successivamente il pilota tedesco viene confermato quale pilota titolare.
Tra gli altri piloti collaudatori del team c'è da segnalare l'arrivo del malese Fairuz Fauzy, che nel 2010 aveva svolto tale funzione alla Renault partecipando anche a qualche sessione di prove libere del venerdì. Accanto al malese vengono confermati Ho-Pin Tung e Jan Charouz e vengono assunti nello stesso ruolo anche Bruno Senna, impegnato nel 2010 con l'HRT, e Romain Grosjean, vincitore dell'Auto GP 2010, con all'attivo già 7 gran premi in Formula 1, nel 2009, sempre con la Renault.
La Ferrari indica il pilota francese Jules Bianchi come terzo pilota e gli italiani Andrea Bertolini e Davide Rigon come collaudatori. Sempre nella scuderia italiana c'è il ritiro da collaudatore, dopo 12 anni e due gran premi corsi nel 2009, di Luca Badoer. Alla McLaren torna, nel ruolo di collaudatore, lo spagnolo Pedro de la Rosa dopo una stagione passata tra la Sauber e i test con le nuove coperture della Pirelli.
Daniel Ricciardo viene nominato pilota di riserva per la Toro Rosso per la stagione. È annunciato che prenderà parte alla prima sessione di prove del venerdì nei gran premi per la scuderia italiana. Due piloti latino-americani fanno il debutto in Formula 1. Il messicano Sergio Pérez farà il suo esordio con la Sauber. È il primo messicano che corre nella massima serie dai tempi di Héctor Rebaque al Gran Premio di Las Vegas 1981. L'altro è il venezuelano Pastor Maldonado, vincitore della GP2 Series 2010, che viene ingaggiato dalla Williams. Il Venezuela torna a schierare un pilota dai tempi di Johnny Cecotto al Gran Premio degli Stati Uniti d'America 1984. Un altro messicano, Esteban Gutiérrez, che si è imposto nella GP3 Series 2010 sarà pilota di riserva alla Sauber.

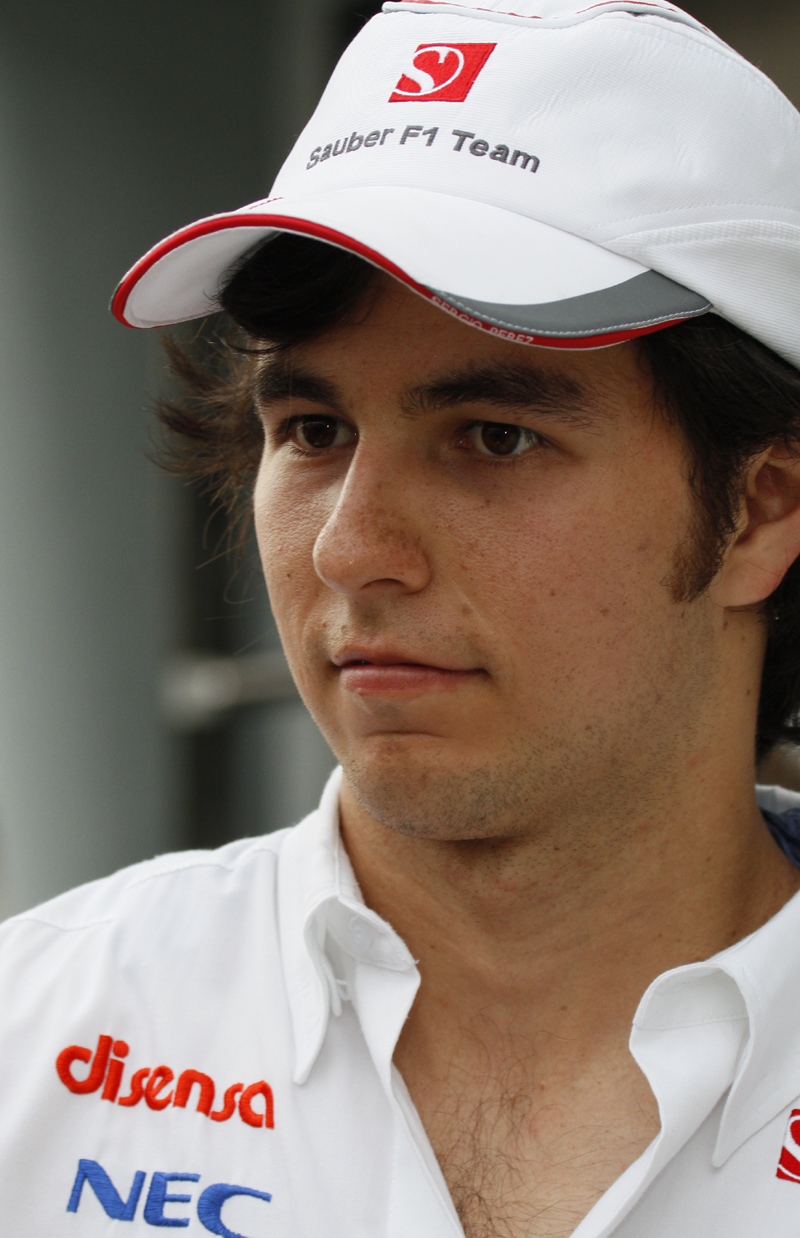
Sergio Pérez debutta in Formula 1 al volante della Sauber.

Altri due debuttanti sono piloti che nel 2010 avevano già testato le proprie vetture nel corso delle prove libere del venerdì. Uno è il belga Jérôme d'Ambrosio, che prende il posto di Lucas Di Grassi alla Virgin. Nella passata stagione, ha partecipato alla GP2 con la DAMS e ha svolto le prove libere del venerdì, sempre con la Virgin, nei gran premi di Singapore, Giappone, Corea e Brasile. d'Ambrosio è il primo pilota del suo Paese a partecipare al mondiale di F1 dopo Bertrand Gachot nel Gran Premio d'Australia 1995. L'altro è lo scozzese Paul di Resta, campione in carica del DTM, che nel 2010 aveva provato al venerdì in diverse occasioni alla Force India. Viene ingaggiato dal team indiano, per fare coppia con Adrian Sutil, al posto di Vitantonio Liuzzi. Il pilota di riserva nello stesso team è il tedesco Nico Hülkenberg, l'anno prima alla Williams, quale pilota titolare.
C'è infine da segnalare anche il ritorno in Formula 1 del pilota indiano Narain Karthikeyan, che firma per la HRT. Il pilota asiatico aveva già corso nella stagione 2005 con la Jordan, giungendo quarto nel Gran Premio degli Stati Uniti, boicottato però da tutti i team forniti dalla Michelin. A far coppia con l'indiano viene ingaggiato Vitantonio Liuzzi, in uscita dalla Force India.
Alla Lotus il brasiliano Luiz Razia è indicato come terzo pilota, mentre Davide Valsecchi e Ricardo Teixeira sono i collaudatori. L'indiano Karun Chandhok, l'anno precedente pilota titolare per la prima metà della stagione in HRT, è invece designato pilota di riserva del team. Il nipponico Sakon Yamamoto è nominato pilota di riserva alla Virgin per i primi tre gran premi. Dal Gran Premio del Canada il suo posto è preso dal canadese Robert Wickens.
Al termine della prima sessione di prove al Gran Premio del Canada Sergio Pérez della Sauber accusa un malessere e viene così sostituito da Pedro de la Rosa, tester della McLaren, che nel 2010 ha corso quale titolare i primi 14 gran premi della stagione proprio col team svizzero. Pérez torna al volante della Sauber nel successivo Gran Premio d'Europa.
Dal Gran Premio di Gran Bretagna, Daniel Ricciardo abbandona il ruolo di terzo pilota della Toro Rosso e diventa pilota titolare alla HRT al posto dell'indiano Narain Karthikeyan. Nel Gran Premio di Germania l'indiano Karun Chandhok sostituisce Jarno Trulli alla Lotus. Dal Gran Premio del Belgio, e fino al termine della stagione, il brasiliano Bruno Senna, sostituisce, alla Renault, il tedesco Nick Heidfeld.
Nel Gran Premio di Corea il francese Jean-Éric Vergne, giunto secondo nella World Series by Renault 2011, prenderà il posto di Jaime Alguersuari alla Toro Rosso nelle prime prove libere del venerdì. È annunciato che prenderà parte a tali prove libere anche nel Gran Premio di Abu Dhabi, al posto di Sébastien Buemi e nel Gran Premio del Brasile. È il primo francese che torna su una monoposto di Formula 1 durante un week-end di gara dal Gran Premio di Abu Dhabi 2009, quando Romain Grosjean corse per la Renault.
Nel Gran Premio d'India, il pilota indiano Narain Karthikeyan prenderà il posto di Vitantonio Liuzzi quale pilota titolare all'HRT. L'indiano era stato sostituito da Daniel Ricciardo, sempre all'HRT, dal Gran Premio di Gran Bretagna. Per qualche tempo era stato ipotizzato che anche un secondo pilota indiano, Karun Chandhok, potesse correre da pilota titolare il gran premio, alla Lotus. In seguito è stato annunciato che Chandhok disputerà solo un turno di prove libere.
Nel Gran Premio del Brasile, il ceco Jan Charouz ha fatto il suo esordio assoluto in un fine settimana del Campionato mondiale di Formula 1, prendendo il posto di Vitantonio Liuzzi alla HRT. Charouz è il primo ceco a tornare nel mondiale di Formula 1 dopo Tomáš Enge, che disputò gli ultimi gran premi della stagione 2001 con la Prost.

### Scuderie
Il 19 marzo 2010, a seguito della rinuncia del Team US F1, la FIA dette il via alla procedura per la selezione del tredicesimo team, da far esordire nella stagione 2011; l'iter avrebbe individuato anche un team di riserva. Vennero depositate ben 15 richieste d'iscrizione, tra cui quelle della scuderia francese ART Grand Prix, della Stefan Grand Prix, del team spagnolo impegnato nella World Series by Renault Epsilon Euskadi, nonché quella congiunta effettuata da Jacques Villeneuve assieme alla scuderia italiana Durango.
Nessuna delle proposte giunte alla federazione rispose però ai requisiti richiesti; l'8 settembre 2010 la FIA decise perciò di non ammettere nessun team: il numero delle scuderie ammesse resta così dodici.
Il 24 settembre 2010 la Lotus Racing ha annunciato che da questa stagione prenderà il nome di Team Lotus, a seguito di un accordo tra Tony Fernandes e David Hunt, titolare del nome storico Lotus. La Lotus Cars ha iniziato un'azione legale nei confronti della Lotus Racing, affermando che Tony Fernandes non avrebbe il diritto a utilizzare il nome Lotus, essendo venuta meno la concessione del marchio e non essendo valida la concessione fatta da Hunt.
L'8 dicembre 2010 la Lotus Cars annuncia l'acquisto di azioni dalla Genii Capital della Renault. La casa automobilistica anglo-malese diviene anche, almeno fino al 2017, sponsor della scuderia che trasforma il nome in Lotus Renault GP. La casa francese s'impegna a continuare la fornitura dei propulsori. La scuderia corre da questa stagione con licenza britannica. Nel gennaio 2011 viene reso noto che la Lotus Cars è solo sponsor della scuderia e non ha acquistato azioni della scuderia, che sono ora, interamente, di proprietà della Genii Capital.
Nel novembre 2010 è stata confermata la cessione di una quota azionaria della scuderia Virgin Racing alla casa automobilistica russa Marussia Motors. Dal 2011 il nome del costruttore russo si aggiunge a quello della Virgin nella denominazione ufficiale della scuderia. Il team passa a correre con licenza russa.
Nel fine settimana del Gran Premio di Gran Bretagna viene annunciato il passaggio di proprietà della HRT da José Ramon Carabante al fondo spagnolo Thesan Capital. Dopo il cambio di proprietà, l'Hispania Racing F1 Team cambia il nome in HRT Formula One Team, e l'ex pilota Luis Pérez-Sala diventa consulente per il team.
Poco prima del Gran Premio di Corea il proprietario della Force India, l'indiano Vijay Mallya, annuncia di aver ceduto metà delle sue quote della scuderia al gruppo Sahara India Pariwar. Dopo tale operazione Mallya e il gruppo neoentrato posseggono il 42,5% delle azioni a testa, mentre il 15% restante è di proprietà della famiglia Mol. Il team viene ribattezzato Sahara Force India.

### Tabella riassuntiva
| Squadra                             | Costruttore             | Telaio      | Motore   | Gomme | Nº | Piloti             | GP          | Collaudatore Terzo pilota                                                  |
| ----------------------------------- | ----------------------- | ----------- | -------- | ----- | -- | ------------------ | ----------- | -------------------------------------------------------------------------- |
| Red Bull Racing                     | Red Bull Racing-Renault | RB7         | Renault  | P     | 1  | Sebastian Vettel   | Tutti       | Daniel Ricciardo                                                           |
| Red Bull Racing                     | Red Bull Racing-Renault | RB7         | Renault  | P     | 2  | Mark Webber        | Tutti       | Daniel Ricciardo                                                           |
| Vodafone McLaren Mercedes           | McLaren-Mercedes        | MP4-26      | Mercedes | P     | 3  | Lewis Hamilton     | Tutti       | Gary Paffett Pedro de la Rosa                                              |
| Vodafone McLaren Mercedes           | McLaren-Mercedes        | MP4-26      | Mercedes | P     | 4  | Jenson Button      | Tutti       | Gary Paffett Pedro de la Rosa                                              |
| Scuderia Ferrari                    | Ferrari                 | 150º Italia | Ferrari  | P     | 5  | Fernando Alonso    | Tutti       | Giancarlo Fisichella Jules Bianchi Marc Gené Andrea Bertolini Davide Rigon |
| Scuderia Ferrari                    | Ferrari                 | 150º Italia | Ferrari  | P     | 6  | Felipe Massa       | Tutti       | Giancarlo Fisichella Jules Bianchi Marc Gené Andrea Bertolini Davide Rigon |
| Mercedes GP Petronas F1 Team        | Mercedes                | MGP W02     | Mercedes | P     | 7  | Michael Schumacher | Tutti       | non designato                                                              |
| Mercedes GP Petronas F1 Team        | Mercedes                | MGP W02     | Mercedes | P     | 8  | Nico Rosberg       | Tutti       | non designato                                                              |
| Lotus Renault GP                    | Renault                 | R31         | Renault  | P     | 9  | Nick Heidfeld      | 1-11        | Romain Grosjean Fairuz Fauzy Ho-Pin Tung Jan Charouz Bruno Senna           |
| Lotus Renault GP                    | Renault                 | R31         | Renault  | P     | 9  | Bruno Senna        | 12-19       | Romain Grosjean Fairuz Fauzy Ho-Pin Tung Jan Charouz Bruno Senna           |
| Lotus Renault GP                    | Renault                 | R31         | Renault  | P     | 10 | Vitalij Petrov     | Tutti       | Romain Grosjean Fairuz Fauzy Ho-Pin Tung Jan Charouz Bruno Senna           |
| AT&T Williams                       | Williams-Cosworth       | FW33        | Cosworth | P     | 11 | Rubens Barrichello | Tutti       | Valtteri Bottas                                                            |
| AT&T Williams                       | Williams-Cosworth       | FW33        | Cosworth | P     | 12 | Pastor Maldonado   | Tutti       | Valtteri Bottas                                                            |
| Force India F1 Team                 | Force India-Mercedes    | VJM04       | Mercedes | P     | 14 | Adrian Sutil       | Tutti       | Nico Hülkenberg                                                            |
| Force India F1 Team                 | Force India-Mercedes    | VJM04       | Mercedes | P     | 15 | Paul di Resta      | Tutti       | Nico Hülkenberg                                                            |
| Sauber F1 Team                      | Sauber-Ferrari          | C30         | Ferrari  | P     | 16 | Kamui Kobayashi    | Tutti       | Esteban Gutiérrez                                                          |
| Sauber F1 Team                      | Sauber-Ferrari          | C30         | Ferrari  | P     | 17 | Sergio Pérez       | 1-6, 8-19   | Esteban Gutiérrez                                                          |
| Sauber F1 Team                      | Sauber-Ferrari          | C30         | Ferrari  | P     | 17 | Pedro de la Rosa   | 7           | Esteban Gutiérrez                                                          |
| Scuderia Toro Rosso                 | STR-Ferrari             | STR6        | Ferrari  | P     | 18 | Sébastien Buemi    | Tutti       | Daniel Ricciardo Jean-Éric Vergne                                          |
| Scuderia Toro Rosso                 | STR-Ferrari             | STR6        | Ferrari  | P     | 19 | Jaime Alguersuari  | Tutti       | Daniel Ricciardo Jean-Éric Vergne                                          |
| Team Lotus                          | Lotus-Renault           | T128        | Renault  | P     | 20 | Heikki Kovalainen  | Tutti       | Luiz Razia Davide Valsecchi Ricardo Teixeira Karun Chandhok                |
| Team Lotus                          | Lotus-Renault           | T128        | Renault  | P     | 21 | Jarno Trulli       | 1-9, 11-19  | Luiz Razia Davide Valsecchi Ricardo Teixeira Karun Chandhok                |
| Team Lotus                          | Lotus-Renault           | T128        | Renault  | P     | 21 | Karun Chandhok     | 10          | Luiz Razia Davide Valsecchi Ricardo Teixeira Karun Chandhok                |
| Hispania Racing F1 Team HRT F1 Team | HRT-Cosworth            | F111        | Cosworth | P     | 22 | Narain Karthikeyan | 1-8, 17     | Jan Charouz                                                                |
| Hispania Racing F1 Team HRT F1 Team | HRT-Cosworth            | F111        | Cosworth | P     | 22 | Daniel Ricciardo   | 9-16, 18-19 | Jan Charouz                                                                |
| Hispania Racing F1 Team HRT F1 Team | HRT-Cosworth            | F111        | Cosworth | P     | 23 | Vitantonio Liuzzi  | 1-16, 18-19 | Jan Charouz                                                                |
| Hispania Racing F1 Team HRT F1 Team | HRT-Cosworth            | F111        | Cosworth | P     | 23 | Daniel Ricciardo   | 17          | Jan Charouz                                                                |
| Marussia Virgin Racing              | Virgin-Cosworth         | MVR-02      | Cosworth | P     | 24 | Timo Glock         | Tutti       | Sakon Yamamoto Robert Wickens                                              |
| Marussia Virgin Racing              | Virgin-Cosworth         | MVR-02      | Cosworth | P     | 25 | Jérôme d'Ambrosio  | Tutti       | Sakon Yamamoto Robert Wickens                                              |

## Circuiti e gare
La Formula 1 effettuerà, per la prima volta nella sua storia, una gara in India, sul Buddh International Circuit, a Greater Noida. Il circuito, lungo 5,137 m, caratterizzato da molti saliscendi, e considerato molto veloce e tecnico. Ha ricevuto il 1º settembre 2011 una visita di Charlie Whiting, che ha espresso la sua sicurezza in merito all'approntazione del tracciato nei tempi previsti.
Lo svolgimento del gran premio è messa in dubbio sia da proteste degli agricoltori, che da problemi relativi alla tassazione delle scuderie e alla concessione dei visti.
Il governo indiano ha stabilito infine di non chiedere il pagamento di nessuna tassa per il gran premio.
Il 17 maggio 2011 viene inaugurato il nuovo paddock del Circuito di Silverstone, che ospita il Gran Premio di Gran Bretagna; la linea d'arrivo viene spostata dalla zona tra le curve Woodcote e Copse a quella tra la Club e la Abbey. Il nuovo complesso è costato 27 milioni di sterline.
La nuova pit lane è stata volutamente disegnata per essere maggiormente impegnativa per i piloti e per minimizzare il tempo necessario per entrare e uscire dalla corsia stessa. La corsia d'entrata, posta poco prima della curva Vale, consente al pilota che la utilizza di continuare ad accelerare, mentre i piloti che restano sul tracciato devono invece rallentare per affrontare la più secca curva della pista. La corsia dei box non procede parallela al circuito, ma è angolata di cinque gradi per far sì che la curva all'entrata sia leggermente più rapida.

## Riprese televisive
Dopo la decisione della FOM di trasmettere in alta definizione i Gran Premi, Sky Deutschland ha annunciato che, da questa stagione, offrirà la visione con tale tecnologia, per i propri abbonati in Germania, Austria e Svizzera. Un annuncio dello stesso tenore è stato fatto dalla BBC per il Regno Unito, dalle emittenti One per l'Australia, SPEED per gli Stati Uniti, Globo per il Brasile e anche dalla RAI, mentre laSexta sta considerando tale possibilità.

## Modifiche al regolamento

### Regolamento sportivo
Viene abolito l'articolo 39.1 del regolamento sportivo che vietava l'adozione di ordini di scuderia. Ciò in quanto, nel corso della stagione 2010, vi erano state della polemiche in merito a presunti ordini di scuderia impartiti dai team ai propri piloti, con l'apice durante il Gran Premio di Germania, nonché per la difficile applicabilità di tale divieto. Viene deciso un inasprimento delle penalizzazioni nel caso di comportamento scorretto in pista dei piloti e viene vietata l'effettuazione di sorpassi nella pit lane.
Viene deciso di vietare il lavoro nelle ore notturne per i meccanici durante i gran premi, stabilendo il riposo obbligatorio tra mezzanotte e le sei del mattino il venerdì e dall'una alle sette del sabato mattina.
Ci sono novità anche sul fronte pneumatici, che vanno oltre l'arrivo della Pirelli come nuovo fornitore. Da questo campionato gli pneumatici sono assegnati per sorteggio. La FIA darà, in talune circostanze che la rendano necessaria, l'opportunità alla Pirelli di testare nuove tipologie di coperture anche durante alcune sessioni di prove libere del venerdì, previste nei weekend dei gran premi.
Il numero di treni di gomme d'asciutto assegnati a ciuscun pilota, per un fine settimana di gara, viene ridotto da 14 a 11. I piloti riceveranno tre set (due della mescola prime e una delle option) per le prime due sessioni di prove libere, e dovranno restituire uno dei tre set. Gli altri otto treni verranno forniti per il resto del weekend ma ciascun pilota dovrà restituire almeno un treno, per ciascuna delle due specifiche.
Qualora il pilota non utilizzi entrambi i tipi di gomme in gara, verrà squalificato. Se una gara viene sospesa prima del termine fissato, e il pilota non è stato capace di utilizzare entrambi i tipi di coperture, subirà una penalizzazione di trenta secondi.
I vari tipi di pneumatico saranno distinti da un diverso colore della scritta Pirelli PZero: l'arancio indicherà le gomme da bagnato, l'azzurro le intermedie, il rosso le supersoft, il giallo le soft, il bianco le medium e l'argento le hard. Dal Gran Premio della Malesia, per meglio individuare le coperture di tipo più morbido, tra quelle fornite, la Pirelli le marca con una fascia color oro.
Viene deciso di reintrodurre la regola del 107%: ogni pilota, il cui tempo in Q1 sia superiore a tale quota calcolata rispetto al migliore tempo fatto segnare nella sessione, non si qualificherà alla gara. In casi particolari gli steward potranno ammettere i piloti alle gare.
Le scatole del cambio dovranno essere utilizzate per cinque gare, e non più quattro. La prima sostituzione del cambio eccedente tale limite non comporterà nessuna penalità.

### Regolamento tecnico

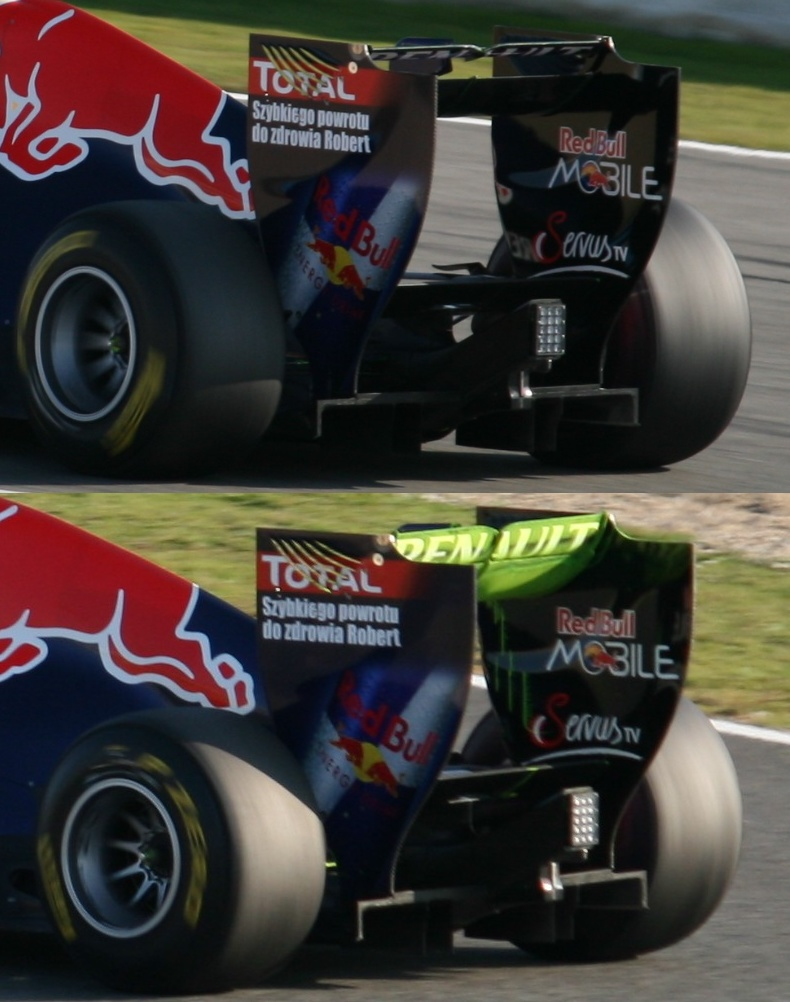
L'alettone posteriore regolabile della Red Bull.

Vengono vietati il doppio diffusore e l'F-duct. La massima altezza del diffusore, inoltre, viene portata da 175 mm a 125 mm. L'F-duct, che consentiva di porre in stallo l'ala posteriore, è stato abolito per ragioni di sicurezza in quanto costringeva il pilota a togliere una mano dal volante.
Vengono vietati anche altri piccoli accorgimenti aerodinamici presenti sulle vetture del 2010: la pinna, che collegava il cofano motore con l'ala posteriore; la particolare struttura della presa d'aria progettata dalla Mercedes GP con una lama nel mezzo; i raggi aerodinamici all'interno delle ruote; gli aggiustatori anteriori per il regolamento dell'altezza da terra; il canale a V, scavato sul musetto.
È stata invece reintrodotta la possibilità di montare sulla vettura il KERS, il meccanismo che immagazzina l'energia prodotta nelle frenate, che può essere poi rilasciata per aumentare la potenza della vettura. Nel 2010 le squadre avevano deciso di non utilizzarlo anche se era permesso. Sebbene non sia stata accettata la proposta della Flybrid di fornire a tutte le scuderie un KERS comune, al fine di incoraggiare l'utilizzo dello strumento è stato deciso di aumentare il peso minimo della vettura da 620 a 640 kg.
La distribuzione dei pesi, per la prima volta nella storia, è imposta dal regolamento, al fine di semplificare la ricerca dell'assetto con l'avvento delle gomme Pirelli e non penalizzare chi sceglie di utilizzare il KERS.
Dal 2011, è vietata la modifica d'incidenza dell'ala anteriore, consentita invece quella dell'ala posteriore, il cosiddetto DRS. Tale opportunità verrà concessa solo nella fasi di sorpasso a chi sta tentando l'attacco, quando tra chi precede e l'inseguitore vi è meno di un secondo di distacco in gara e solo in punti predeterminati della pista. Durante le prove libere e le qualifiche si può utilizzare in qualsiasi momento. È stato deciso, però, che tale uso è vietato nelle prove libere e nelle qualifiche quando la vettura impiega pneumatici da bagnato.
Viene richiesto il raddoppio del numero dei tiranti che legano ciascuno pneumatico alla vettura, in risposta ai numerosi casi in cui le ruote si sono pericolosamente staccate dalla monoposto, con conseguenze anche tragiche come l'incidente di Henry Surtees in una gara di Formula 2 a Brands Hatch nel 2009.
Il limite di velocità che le vetture devono tenere, una volta entrata in pista la safety car, dovrà essere mantenuto per due giri e non più per uno, al fine di garantire ai commissari un maggior tempo per compattare il gruppo. In regime di vettura di sicurezza nessuna vettura potrà entrare nella pit-lane tranne che per cambiare gli pneumatici mentre il semaforo resterà verde per le vetture che dovessero uscire.

## Riassunto della stagione

### Gran Premio d'Australia[92]
Nelle qualifiche Sebastian Vettel conquista la pole position. Accanto a lui la McLaren di Lewis Hamilton chiude la prima fila. In seconda fila c'è l'altra Red Bull di Mark Webber con Jenson Button mentre in terza Fernando Alonso con Petrov, di seguito tutti gli altri piloti.
La richiesta dell'HRT di prendere parte alla gara, pur non avendo superato le qualificazioni, viene respinta dalla Federazione. Prendono il via, quindi, solo 22 vetture.
Alla partenza Vettel scatta bene, così come Webber, che però non riesce a passare Hamilton. Anche lo stint di Alonso è buono ma lo spagnolo si ritrova all'esterno della curva e scivola in nona posizione. Al primo giro Schumacher dopo una buona partenza che gli vale il recupero di diverse posizioni viene tamponato da Alguersuari alla curva 3. La collisione comporta la foratura della gomma posteriore destra di Schumacher e il danneggiamento dell'ala anteriore per il pilota spagnolo. La Mercedes costretta a fare un giro intero su tre ruote per rientrare ai box, subisce inevitabilmente danni al fondo della macchina comportando così il definitivo ritiro di Schumacher che avviene al 19º giro della corsa. Alguersuari invece dopo essersi fermato ai box e cambiato l'alettone continua la corsa.

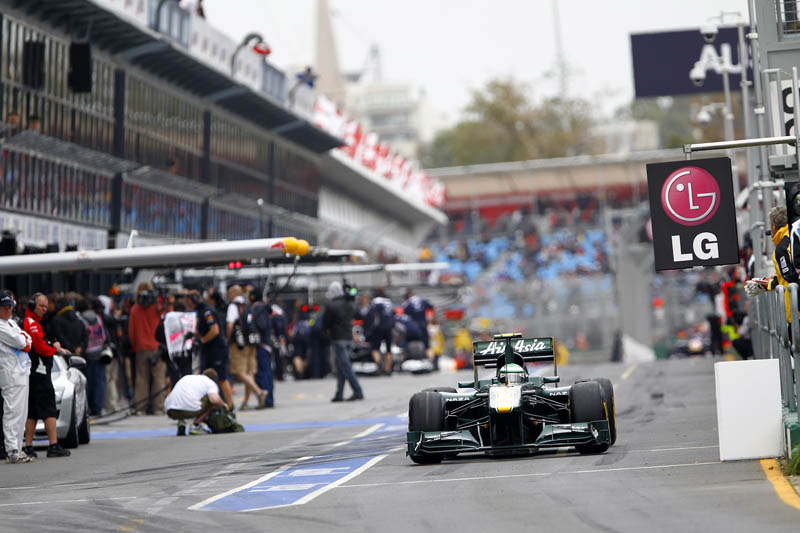
Heikki Kovalainen esce dalla corsia dei box.

Jenson Button e Felipe Massa ingaggiano un duello per vari giri, con il brasiliano che riesce sempre a rimanere davanti all'inglese nonostante il pilota McLaren attivi puntualmente ala posteriore mobile e KERS sul rettilineo d'arrivo. Button prova l'attacco decisivo alla fine del rettifilo più lungo del secondo settore, passando così Massa che si fa da parte successivamente quando sopraggiunge Alonso più veloce di lui. Tuttavia Button è costretto a subire un drive-through perché il sorpasso su Massa era avvenuto sfruttando una via di fuga risultando così irregolare. Nulla da segnalare per le prime posizioni che rimangono invariate.
Quasi a metà gara Barrichello azzarda un sorpasso ai danni di Nico Rosberg ma lo tocca. Il contatto compromette la gara di Rosberg che è costretto al ritiro facendo perdere così al team Mercedes la speranza di portare almeno a punti una vettura, visto il precedente ritiro forzato di Schumacher. Da notare che il pilota Sauber Sergio Pérez, al debutto in F1, mantiene la settima posizione ai danni del giapponese compagno di squadra Kamui Kobayashi. Petrov conquista la terza posizione all'incirca a metà gara mantenendola fino al termine sfruttando gli errori decisivi di Webber che perderà oltre alla terza anche la quarta posizione ai danni di Alonso.
Nel frattempo Button nonostante la penalità riesce a risalire fino alla sesta posizione. Hamilton nonostante un problema con il fondo piatto, riesce ad arrivare alla fine portando la macchina regolarmente al traguardo dietro all'imprendibile Vettel che vince. Sul podio oltre al pilota tedesco e a quello inglese, a sorpresa sale Vitalij Petrov primo pilota russo della storia. Dietro di loro arrivano a punti Alonso, Webber, Button, Massa, Buemi, Sutil e Di Resta (per quest'ultimo primo punto in F1, nella gara d'esordio nella massima Formula). Inizialmente Buemi e Massa erano stati classificati 9° e 10° perché a traguardo erano arrivate le due Sauber di Pérez e Kobayashi rispettivamente settimo e ottavo, ma successivamente la FIA ha squalificato le due autovetture a causa di un'irregolarità all'ala posteriore portando così ad un riaggiornamento della classifica.
Da segnalare viste le tante discussioni sulla durata dei nuovi pneumatici Pirelli che la maggior parte dei piloti nel GP ha cambiato le gomme per due volte tranne alcuni (fra cui le Ferrari) che hanno effettuato tre soste. Solo Pérez ha concluso il GP con una sola sosta.

### Gran Premio della Malesia[95]
Nelle qualifiche Sebastian Vettel conquista la sua seconda pole stagionale, davanti a Lewis Hamilton. La posizione della pole viene spostata sul lato destro della pista, in quanto meno sporcata dai detriti degli pneumatici.
Alla partenza va subito in testa Sebastian Vettel, seguito da Nick Heidfeld che è autore di un ottimo avvio, partendo dal sesto posto. Anche l'altra Renault, quella di Petrov, scatta bene e si pone al quinto posto, dietro a Lewis Hamilton e Jenson Button, ma davanti ai ferraristi Felipe Massa e Fernando Alonso. Rimane attardato Mark Webber che non usa il KERS alla partenza.

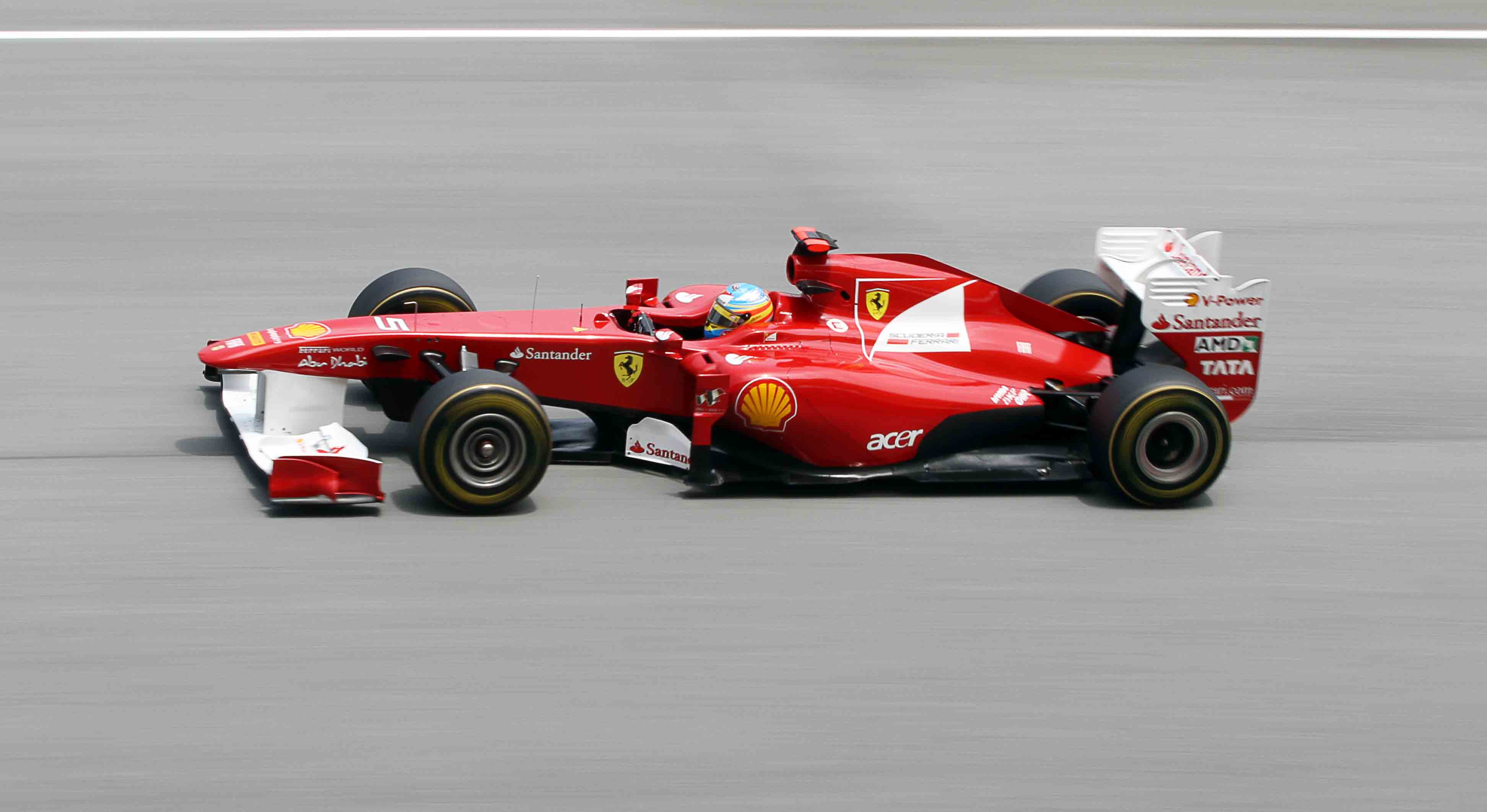
Fernando Alonso su Ferrari chiude sesto la gara di Sepang.

Nei primi giri l'australiano duella con Kamui Kobayashi della Sauber-Ferrari; i due si scambiano spesso la posizione. Al quarto giro Massa passa Petrov; un errore del russo favorisce anche il sorpasso dell'altro ferrarista Alonso.
Al giro 11 Webber va al primo cambio gomme, mentre inizia a scendere una leggera pioggia che però non incide sull condizioni della pista, tanto che nessuno monta gomme da bagnato. Nei due giri seguenti anche gli altri piloti di testa montano gomme nuove; solo Alonso e Petrov resistono di più, trovandosi così in testa al gran premio. Al giro 15 sosta anche per Petrov: Vettel torna in testa, davanti a Hamilton, Kobayashi e Button, che ai box, ha passato Heidfeld. Massa è penalizzato da un problema tecnico che gli fa allungare i tempi del pit. Due giri dopo Alonso passa Jenson Button è coglie il quarto posto, che diventa terzo dopo la sosta di Kobayashi.
Al giro 22 è il turno di Felipe Massa nel passare Mark Webber e installarsi al sesto posto. Iniziano poi i secondi cambi di gomma. Quasi tutti i piloti di testa mettono ancora gomme morbide tranne Hamilton e Petrov. Al giro 29 va ai box anche Vettel che lascia così la prima piazza ad Alonso, anche se per un solo giro. La scuderia di Vettel comunica al pilota l'impossibilità di utilizzare il KERS. Il tedesco è di nuovo, però, in testa alla gara, davanti alle due McLaren, Alonso e Webber. Al giro 32 terza sosta per Webber, che monta gomme dure.
Cinque giri dopo anche Hamilton deve cambiare le coperture, che, pur essendo dure, hanno un rapido decadimento. Dopo un ulteriore giro di cambi gomma Vettel ora conduce su Button, Hamilton e Alonso. Al 45º giro Fernando Alonso attacca Lewis Hamilton (il ferrarista non può usare l'ala posteriore mobile a causa di un guasto) ma nel tentativo di sorpasso la sua ala viene danneggiata da un contatto. Lo spagnolo è costretto a cambiare il musetto e rientra in pista settimo. Nelle retrovie Webber passa Massa e si pone al quinto posto. Al 52º giro Hamilton va nuovamente ai box: Nick Heidfeld si trova così terzo.
A tre giri dal termine, Vitalij Petrov, che è ottavo, è autore di un'escursione di pista; la vettura salta su un avvallamento, schizzando in alto. Nel ricadere a terra la monoposto sbatte violentemente a terra, tanto che si rompe lo sterzo del pilota russo, che è così costretto al ritiro.
Nell'ultimo giro Webber insida Heidfeld ma senza successo. Vince per la quarta gara consecutiva Sebastian Vettel, davanti a Jenson Button e Nick Heidfeld: vanno così a podio le stesse tre scuderie della gara in Australia. Fernando Alonso e Lewis Hamilton vengono penalizzati di venti secondi: lo spagnolo per aver toccato la vettura dell'inglese nel tentativo di sorpasso; Hamilton per aver cambiato più volte traiettoria nella sua difesa della posizione. La nuova classifica vede: Vettel, Button, Heidfeld, Webber, Massa, Alonso, Kobayashi, Hamilton, Schumacher e Di Resta.

### Gran Premio di Cina[98]
Nelle qualifiche Sebastian Vettel, al primo tentativo, fa segnare il tempo che gli varrà la quarta pole position di fila, la 18ª della carriera, la 23ª per la Red Bull.
La McLaren-Mercedes di Lewis Hamilton riesce a partire dai box solo negli ultimi secondi.
Alla partenza le due McLaren bruciano Sebastian Vettel che parte dalla pole position. Dietro c'è Nico Rosberg su Mercedes, che precede le due Ferrari, le due Force India-Mercedes, Jaime Alguersuari e Michael Schumacher. Nel corso del primo giro il tedesco passa Alguersuari. Vitantonio Liuzzi, su HRT-Cosworth, autore di una partenza anticipata, è penalizzato da un drive-through.
Al decimo giro Alguersuari è il primo a cambiare gli pneumatici. La ruota posteriore destra è mal fissata, tanto da staccarsi dalla monoposto: lo spagnolo è costretto al ritiro. Al giro 13 Rosberg è il primo dei piloti di testa a cambiare gomme: monta ancora morbide. Il giro seguente Vettel passa Hamilton; il pilota della RBR e Jenson Button rientrano subito a cambiare coperture. L'inglese però sbaglia stallo di sosta, fermandosi su quello della RBR; questo consente al tedesco di passarlo in uscita dal pit stop. Al giro seguente vanno ai box Hamilton e Massa; il brasiliano è più rapido dell'inglese e lo passa. Dopo il primo giro di cambio gomme Rosberg si trova in testa su Vettel, Button, Massa, Hamilton, Schumacher e Alonso.
Al giro 25 nuovo cambio gomme per Button. Nel giro seguente stop anche per Rosberg e il rimontante Mark Webber. Alonso passa Schumacher. In testa va così Vettel davanti a Massa e Alonso. Al giro 29 Rosberg passa Alonso, con gomme in crisi. Nel giro seguente la Ferrari viene passata anche dalle due McLaren. Tra il giro 31 e 34 Vettel e i due ferraristi vanno al pit stop. Ora in classifica guida nuovamente Rosberg davanti alle due McLaren. Nel 36º giro Lewis Hamilton passa il compagno di scuderia Jenson Button.
Tra il 39º e il 41º giro terzo cambio-gomme per i primi tre in classifica. Si ritrova in testa di nuovo Vettel, davanti a Massa. Al 45º giro Hamilton passa Massa, mentre Webber sorpassa Alonso, conquistando il sesto posto. Negli ultimi giri Vettel viene avvicinato da Hamilton che lo sorpassa al giro 51, mentre Rosberg e Webber passano Massa. L'australiano, che in questa ultima fase di gara monta gomme morbide, passa anche Rosberg e Button, conquistando il terzo posto, dopo essere partito 18º. Hamilton vince il 15º gran premio nel mondiale, cogliendo la 170ª per la McLaren. La gara segna il nuovo record di piloti giunti al traguardo classificati: ben 23. Il precedente record apparteneva al Gran Premio di Gran Bretagna 1952 (ma con 32 partenti) con 22; anche nel Gran Premio del Brasile 2010 vi furono 23 vetture al traguardo ma Lucas Di Grassi risultava non classificato.

### Gran Premio di Turchia[99]
Nelle qualifiche Sebastian Vettel fa segnare il miglior tempo, che non verrà battuto da nessun altro pilota. Per il tedesco pole numero 19, quinta consecutiva, 29ª per la RBR. In prima fila c'è anche l'altro pilota del team anglo-austriaco, Mark Webber.
Timo Glock della Virgin-Cosworth non parte per un problema al cambio. Alla partenza Vettel mantiene la testa seguito da Nico Rosberg, che ha superato sia Mark Webber che le due McLaren-Mercedes. Dietro all'australiano, terzo, c'è Fernando Alonso. Nelle retrovie problemi per Pérez e Schumacher che sono costretti a una fermata ai box per musetto danneggiato.
Webber passa Rosberg che ingaggia poi battaglia con Alonso: Lewis Hamilton passa invece Jenson Button, ma il giro seguente Button riconquista la posizione. Hamilton viene passato anche da Felipe Massa, poco prima che entrambi vadano al pit stop. All'uscita dai box i due sfiorano il contatto, col britannico che risupera Massa.
Dopo il primo giro di cambio gomme è sempre Sebastian Vettel che conduce davanti a Webber, Alonso, Hamilton, Rosberg, Massa e Button. Massa passa Rosberg, ma il tedesco recupera subito la posizione. Al giro 21 Hamilton inizia la serie dei secondi cambi gomma. Rosberg, in crisi con le gomme dure, viene passato sia da Massa che da Button. L'inglese poco dopo passa anche Massa, prima che il brasiliano decida di fermarsi ai box. Al giro 29 Alonso passa Webber.
Al termine del secondo giro di cambi gomma conduce sempre Vettel, davanti ad Alonso, Webber, Hamilton, Petrov, Massa, Button e Rosberg. Al giro 33 Button passa Massa mentre Hamilton viene attardato al cambio gomma da un problema all'anteriore destra. Anche dopo il terzo cambio gomma Alonso mantiene il secondo posto, alle spalle di un imprendibile Vettel.
Nel quarto giro di cambi gomma è penalizzato Massa da un problema alla posteriore sinistra. Al giro 51 Webber passa Alonso e s'installa al secondo posto. Negli ultimi giri Nico Rosberg, l'unico con gomme morbide passa Button e coglie il quinto posto.
Vince Sebastian Vettel, per la 13ª volta nella carriera, terza della stagione. Doppietta per la RBR (nona della sua storia), con Webber secondo e terzo Fernando Alonso.

### Gran Premio di Spagna[100]
Nelle prove di qualificazione s'interrompe la striscia di pole di Sebastian Vettel; per Mark Webber è la pole numero sette, 25ª per la RBR e 180ª per la Renault come motorista.

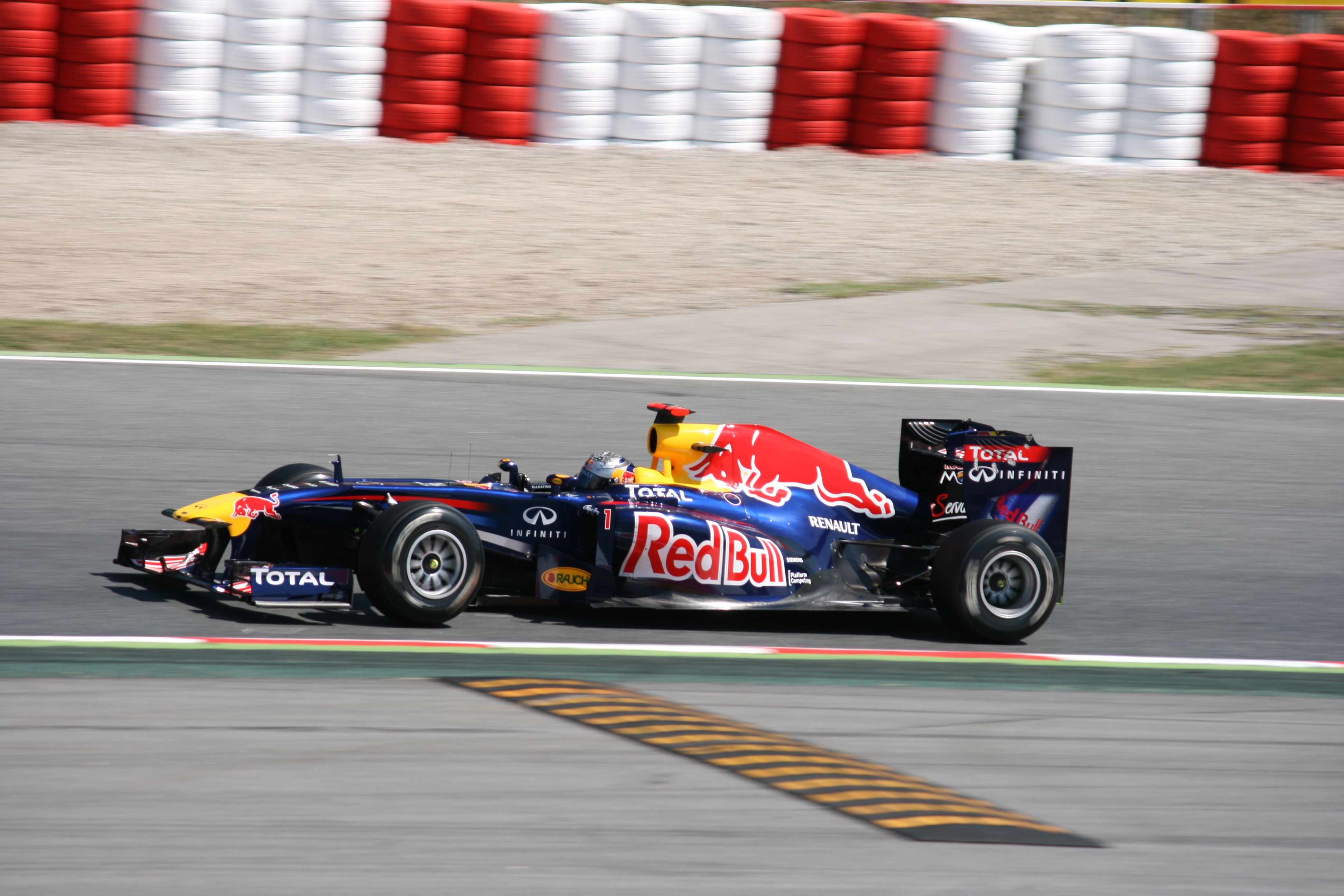
Sebastian Vettel trionfa in Spagna.

Alla partenza scatta bene Fernando Alonso che passa i due della Red Bull e si pone in testa alla gara, davanti a Vettel e Webber. Parte male Jenson Button che scende in decima posizione.
Tra il decimo e il dodicesimo giro vanno al pit stop tutti i migliori. Alonso è sempre in testa, seguito da vicino sia da Sebastian Vettel che da Lewis Hamilton. Più attardato Mark Webber. Al 15º giro va al cambio gomme anche Button che il giro seguente passa Michael Schumacher ed è quinto.
Anticipa il cambio gomme Vettel al 19º giro. La Ferrari richiama Alonso ai box: all'uscita però Vettel è davanti allo spagnolo. Al 24º giro è il turno di Hamilton di andare al cambio gomme. Anche l'inglese rientra davanti ad Alonso. Ora guida Vettel davanti a Hamilton, Alonso, Webber e Button.
Alonso passa al terzo cambio degli pneumatici al trentesimo giro, seguito da Mark Webber. I due si sfiorano all'uscita dai box con il ferrarista che mantiene la posizione. L'unico con strategia diversa è Button che cambia le gomme per la seconda volta solo al 31º giro. Questo consente all'inglese di montare gomme morbide mentre Alonso e Webber erano dovuti passare alle dure. Al 36º giro Button passa sia Webber che Alonso, ponendosi al terzo posto.
Al 40º giro Alonso è costretto al quarto cambio gomme ma comincia a soffrire la vicinanza di Webber che è più veloce di lui. Al giro 50 è Vettel ad andare ai box, seguito poco dopo da Button e Hamilton. Quest'ultimo battaglia per la prima posizione con Vettel per molti giri, senza riuscire, però, a passarlo. Intanto Webber passa Alonso.
Vince Sebastian Vettel per la 14ª volta in carriera. Il tedesco ora guida il mondiale con 41 punti di vantaggio su Hamilton.

### Gran Premio di Monaco[102]
Nelle qualifiche Sebastian Vettel conquista la quinta pole stagionale, 26ª per la Red Bull davanti al pilota inglese Jenson Button e al suo compagno di squadra Mark Webber. Nell'ultima fase di qualifica Pérez ha un violento incidente all'uscita del Tunnel: il pilota della Sauber non riporta danni fisici importanti, ma non prende parte alla gara.

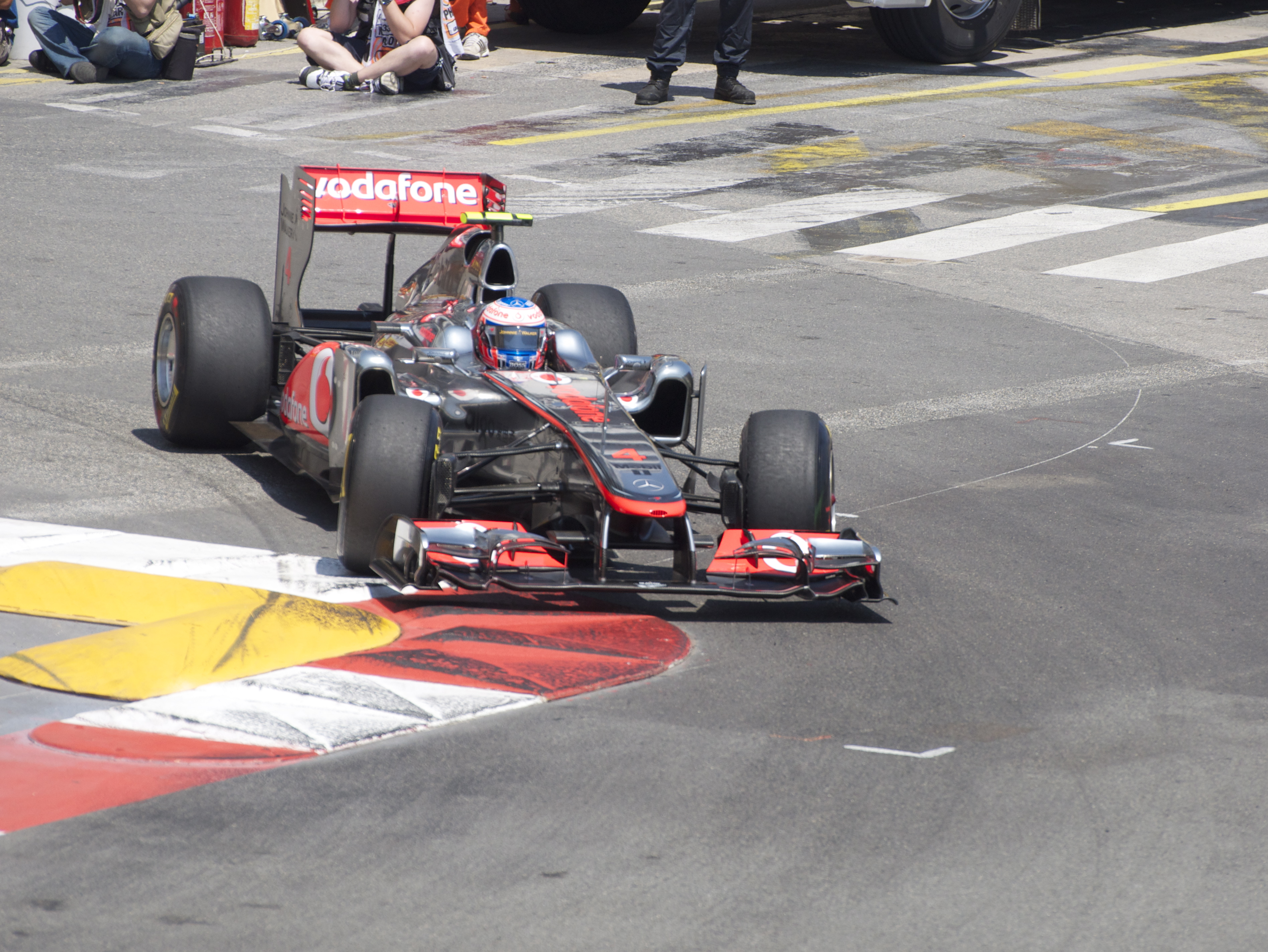
Jenson Button chiude terzo la gara di Montecarlo.

In gara Vettel mantiene il comando nelle prime fasi, adottanto poi una strategia di un solo pit stop contro i due di Alonso e i tre di Button. Nelle ultime tornate i tre si trovano molto vicini, con il pilota della Red Bull che fatica a contenere i rivali, che montano pneumatici molto più freschi.
A poche tornate dalla fine, però, un incidente tra Alguersuari, Hamilton, Sutil e Petrov causa un'interruzione della corsa con la bandiera rossa per prestare cure mediche al pilota russo, che non riporta conseguenze fisiche importanti. La gara riprende con la safety car con sei tornate da effettuare, ma le scuderie hanno potuto effettuare cambi gomme e riparazioni sulle vetture coinvolte nell'incidente e Vettel precede Alonso e Button sul traguardo senza particolari problemi.
Webber, rallentato a inizio gara da un pit stop più lungo del previsto, chiude al quarto posto, sopravanzando nell'ultima fase di gara Kobayashi, risalito in classifica sfruttando l'entrata in pista della safety car al 33º passaggio per un incidente di Massa sotto il Tunnel.
Hamilton conquista il sesto posto dopo un fine settimana piuttosto movimentato, durante il quale subisce una penalità in qualifica per aver tagliato la curva alla Chicane, un drive through per un contatto con Massa e venti secondi di penalità a fine gara per un'altra collisione con Maldonado nelle ultime tornate, che causa il ritiro del pilota della Williams, fino a quel momento sesto. Chiudono in zona punti Sutil, Heidfeld, Barrichello (che porta alla Williams i primi punti stagionali) e Buemi.
Vettel incrementa ulteriormente il proprio vantaggio in classifica, portandolo a 58 punti su Hamilton e 64 sul compagno di squadra Webber.

### Gran Premio del Canada[103]
Nelle qualifiche Sebastian Vettel conquista la sua sesta pole stagionale, davanti ai due ferraristi Fernando Alonso e Felipe Massa. Sergio Pérez accusa dei malori durante le prove libere e non corre nemmeno in questo Gran Premio, venendo sostituito temporaneamente da Pedro de la Rosa, già pilota della Sauber nel 2010 e tester della McLaren-Mercedes.

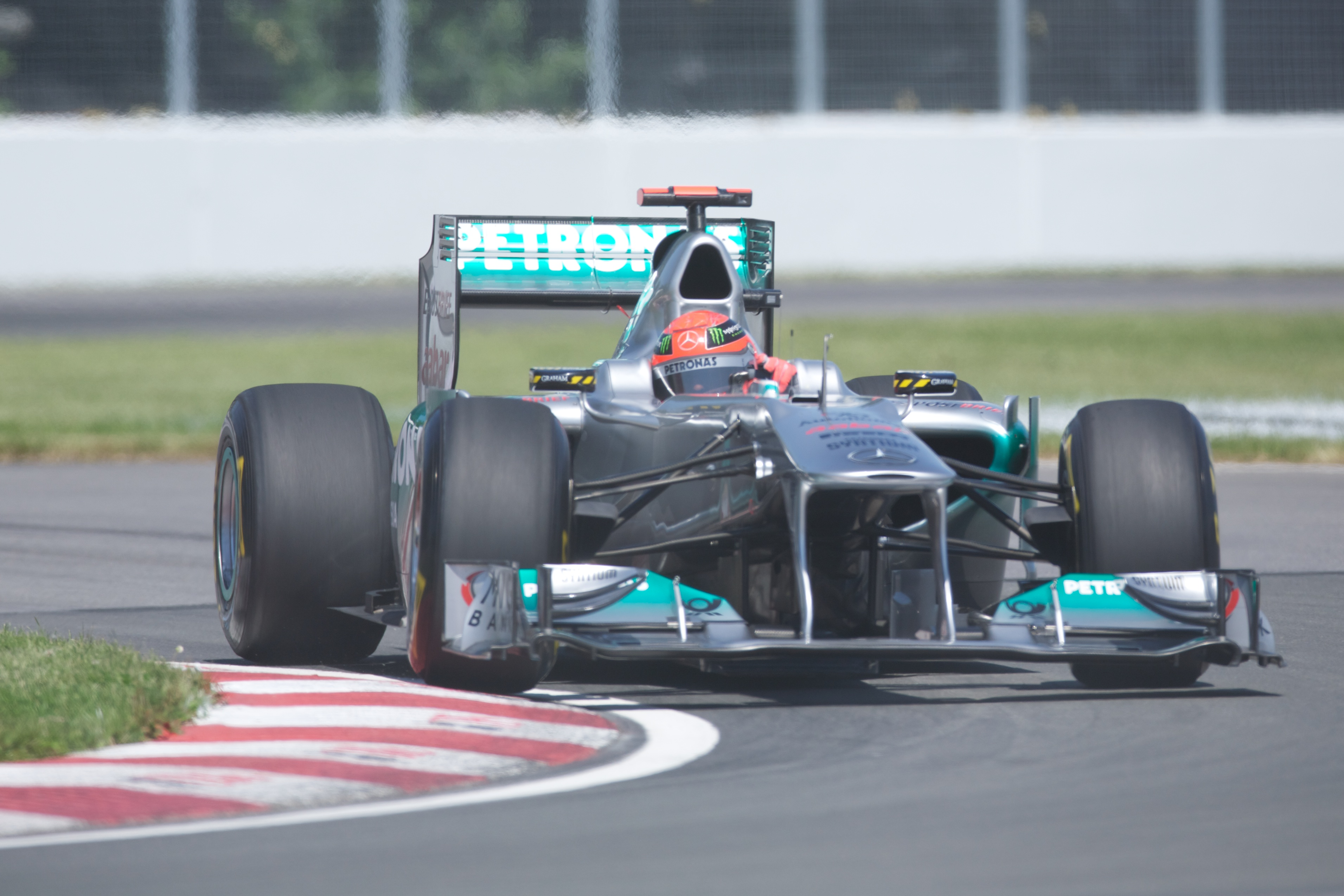
Michael Schumacher conquista un ottimo quarto posto a Montréal.

La gara, resa estremamente ricca di colpi di scena dall'incertezza meteorologica e sospesa per due ore per via dell'eccessiva intensità della pioggia, viene vinta da Button, che all'ultimo giro approfitta di un errore di Vettel per sopravanzarlo e tagliare il traguardo in prima posizione. Il pilota britannico vince pur avendo effettuato ben sei entrate nella corsia dei box, una delle quali per scontare una penalità, ed avendo avuto incidenti con il compagno di squadra Hamilton e con Alonso, il secondo dei quali lo aveva costretto a percorrere un intero giro con uno pneumatico bucato. Sul podio finiscono Vettel, che aveva mantenuto la testa della corsa sin dal via, e Webber, mentre Schumacher, a lungo in lotta per una posizione sul podio e autore di un sorpasso in contemporanea a Massa e Kobayashi, chiude al quarto posto.
Petrov conquista la quinta posizione, seguito da Massa e Kobayashi, separati sul traguardo di appena 45 millesimi; chiudono in zona punti anche le due Toro Rosso di Alguersuari e Buemi, separate dalla Williams di Barrichello. In classifica piloti Vettel continua ad aumentare il proprio vantaggio, mentre Button si porta alle sue spalle, staccato di 60 punti; Hamilton, ritiratosi nelle prime fasi in un incidente con il suo compagno di squadra, scivola al quarto posto, con 76 punti di svantaggio dal pilota tedesco.
La corsa è la più lunga della storia della Formula 1, con 4 ore, 4 minuti 39 secondi e 537 millesimi, nonché quella con la velocità media più bassa, 74,864 km/h. Rappresenta un record anche l'entrata della Safety Car per ben sei volte.

### Gran Premio d'Europa[106]
Nelle prove ufficiali per Sebastian Vettel è la pole numero 22, la settima su otto gare nell'anno con accanto suo compagno di squadra Mark Webber.
In partenza il tedesco mantiene la testa, subito dietro Felipe Massa passa sia Lewis Hamilton che Fernando Alonso. Alla prima frenata Mark Webber resta all'interno bloccando Massa che viene sfilato sulla sinistra da Alonso che così passa anche Hamilton. Nei primi giri l'unico sorpasso nelle zone di testa è quello di Jenson Button che coglie il sesto posto passando Nico Rosberg.
Tra il 12º e 14º giro vi è il primo giro di pit stop per i battistrada. Hamilton al giro 13 passa Michael Schumacher; il tedesco al giro seguente danneggia l'ala anteriore per un contatto con Petrov. Guida sempre Vettel, davanti a Webber, Alonso, Hamilton, Massa e Button.
Dopo alcuni giri, in cui ha messo grande pressione, Fernando Alonso al giro 20 passa Mark Webber sul lungo rettilineo del circuito spagnolo, usufruendo del sistema DRS. Lo spagnolo mantiene la posizione fino al secondo pit stop. Webber anticipa di un giro Alonso, e quando il ferrarista esce dai box è dietro all'australiano della RBR. Problemi al cambio gomme per Massa a causa di un dado che non si avvita bene costringono il pilota brasiliano ad una sosta più lunga di circa sei secondi e lo costringono alla quinta posizione, distanziato di oltre dieci secondi da Hamilton.
Comanda sempre Vettel, davanti al compagno di scuderia Webber, Alonso, Hamilton, Massa e Jenson Button che sconta dei problemi al KERS. Al 45º giro Alonso riesce, dopo il terzo pit stop, a risopravanzare Webber grazie alla velocità dei meccanici Ferrari.
Sebastian Vettel vince così per la sedicesima volta in carriera, come Stirling Moss, e si porta in vantaggio di ben 75 punti sui più diretti inseguitori, Jenson Button e Mark Webber. Tutte e 24 le vetture raggiungono il traguardo; viene così fatto segnare un nuovo record per un gran premio valido per il mondiale. Il record precedente, 23, apparteneva al Gran Premio di Cina 2011.

### Gran Premio di Gran Bretagna[107]

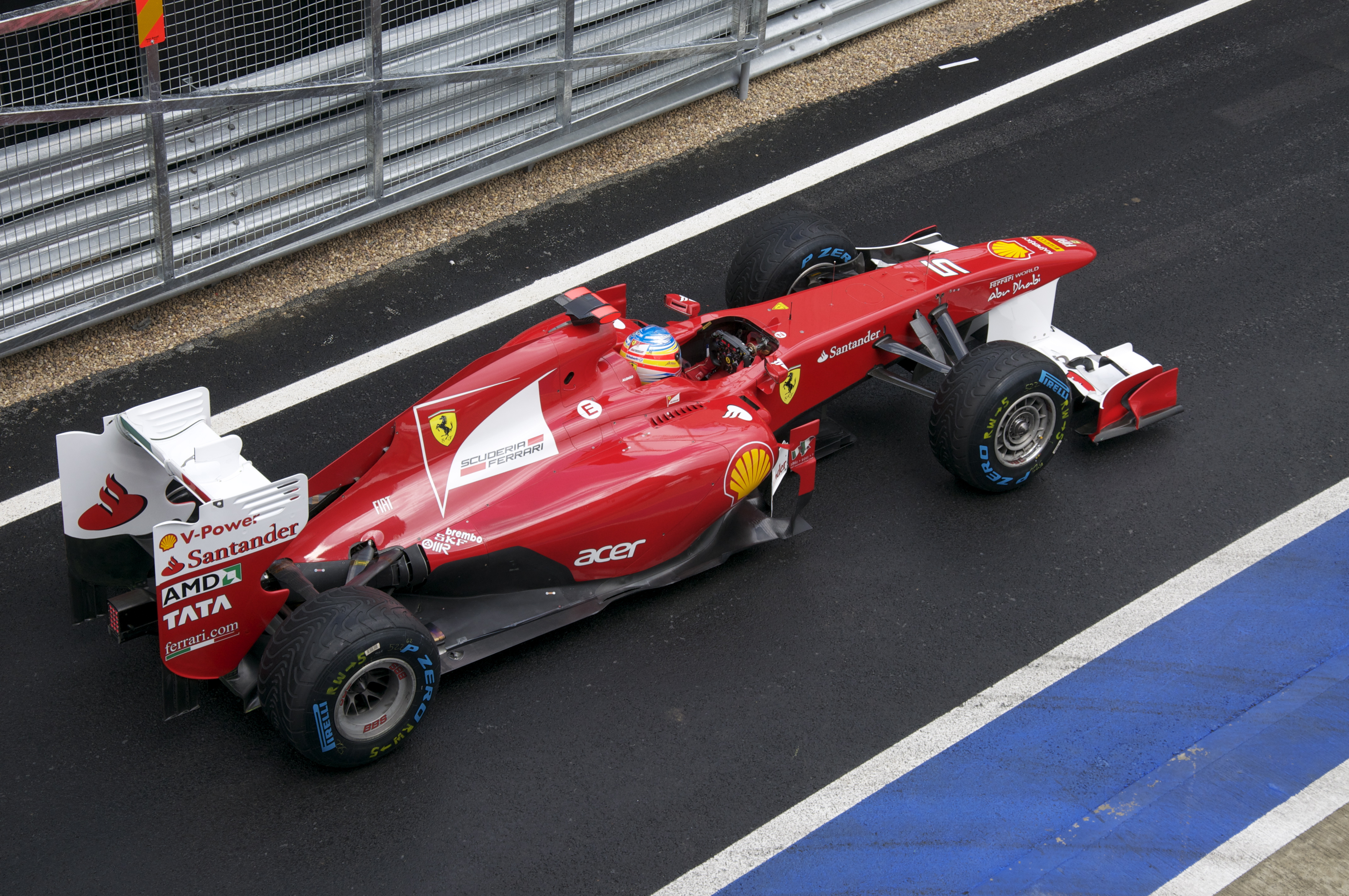
Fernando Alonso, poi vincitore della gara, mentre percorre la pit-lane.

Nelle qualifiche Mark Webber conquista la pole seguito da Sebastian Vettel. La scuderia anglo-austriaca conquista la nona pole position, su nove gare, della stagione.
Alla partenza Sebastian Vettel brucia il poleman Mark Webber; Fernando Alonso mantiene la sua posizione, mentre Lewis Hamilton scatta dal decimo posto fino al sesto, dopo aver passato anche Paul di Resta. L'inglese della McLaren prosegue nella sua avanzata scalando al quinto posto, dopo un sorpasso su Jenson Button, che aveva passato alla partenza Felipe Massa, prima di essere ripassato dal brasiliano.
Dopo un contatto al nono giro con Kamui Kobayashi, Michael Schumacher va ai box, cambia il musetto e mette gomme da asciutto: i suoi tempi diventano subito molto interessanti. Poco dopo anche Button segue la stessa strategia. Hamilton intanto attacca Massa ma va lungo. Al giro 12 e 13 i primi vanno a cambiare le coperture, e montando tutti gomme da asciutto. Al giro 14 Massa viene passato da Button e Alonso da Hamilton. Ora Sebastian Vettel comanda davanti a Webber, Hamilton, Alonso, Button e Massa.
Le Ferrari aumentano il ritmo e Fernando Alonso si riprende la posizione su Lewis Hamilton. Nei giri seguenti nuovo giro di pit stop. Quando Vettel va ai box è seguito da Alonso. Problemi tecnici al cambio gomme della RBR e consentono al ferrarista di passare in testa. Lo spagnolo deve difendersi da un arrembante Hamilton, che ha cambiato le gomme al giro 24.
Al 36º giro Vettel è richiamato ai box, non riuscendo a passare Hamilton in pista. Quando, un giro dopo, è il turno dell'inglese a cambiare le gomme, Vettel è davanti. Al giro 39 vanno ai box sia Alonso che Button. All'inglese non viene fissata bene la gomma anteriore destra e deve ritirarsi. Ora dietro allo spagnolo c'è Vettel, seguito da Massa, Hamilton e Webber. Negli ultimi giri Webber cerca di passare Vettel, ma inutilmente; anche Massa cerca di passare Hamilton, i due si toccano nell'ultimo giro, e l'inglese prevale sul brasiliano sul traguardo per 24 millesimi.
Vince così Fernando Alonso, per la 27ª volta nel mondiale, come Jackie Stewart. Lui e la Ferrari non prevalevano dal Gran Premio di Corea 2010.

### Gran Premio di Germania[108]
In qualifica Mark Webber conquista la nona pole della carriera, la 30ª per la Red Bull, undicesima consecutiva, davanti a Hamilton, Vettel e Alonso.
Alla partenza le due Red Bull sono protagoniste di un cattivo avvio: Mark Webber viene bruciato alla prima curva da Lewis Hamilton, e insidiato da Fernando Alonso che ha passato Sebastian Vettel. Il tedesco all'inizio del secondo giro sfrutta un errore dello spagnolo e si ritrova al terzo posto.
Alonso mette pressione su Vettel, fino a passarlo al giro 7. Due giri dopo Vettel va in testacoda, dopo che la vettura è transitata su una zona di erba sintetica bagnata. All'undicesimo giro Massa passa Rosberg alla prima curva. Webber attacca Hamilton all'ultima curva, lo passa, ma l'inglese si riprende la posizione sul rettilineo dei box. Al 14º giro Webber va ai box, seguito due giri dopo da Lewis Hamilton e Alonso. Massa passa nello stesso istante Vettel, che va al cambio gomme subito dopo. Al rientro in pista di Hamilton e Alonso è Webber a ritrovarsi primo. I quattro piloti, Webber, Hamilton, Alonso e Felipe Massa si ritrovano vicini.
Al 30º giro sosta ai box per Mark Webber; il giro seguente è il turno di Hamilton. Al rientro in pista l'inglese resiste all'attacco dell'australiano e rimane in testa. Al giro 33 è il turno di Alonso al secondo cambio gomme. All'uscita dai box è in testa, ma viene subito passato da Hamilton.
Al giro 52 Hamilton va ai box per il terzo cambio gomme. Alonso resiste in pista per due tornate ma quando va al cambio gomme non riesce a tornare in pista davanti all'inglese. Al penultimo giro pit stop in contemporanea per Massa e Vettel: un problema con un dado della gomma anteriore sinistra della Ferrari consente al tedesco di passare il brasiliano nella corsia dei box.
Vince Lewis Hamilton, per la sedicesima volta nel mondiale come Stirling Moss e Sebastian Vettel, davanti a Fernando Alonso e Mark Webber.

### Gran Premio d'Ungheria[110]
Per il tedesco Sebastian Vettel nelle prove ufficiali è la 23ª pole, 31ª per la Red Bull, che conquista l'undicesima prima piazza in undici gare di campionato.

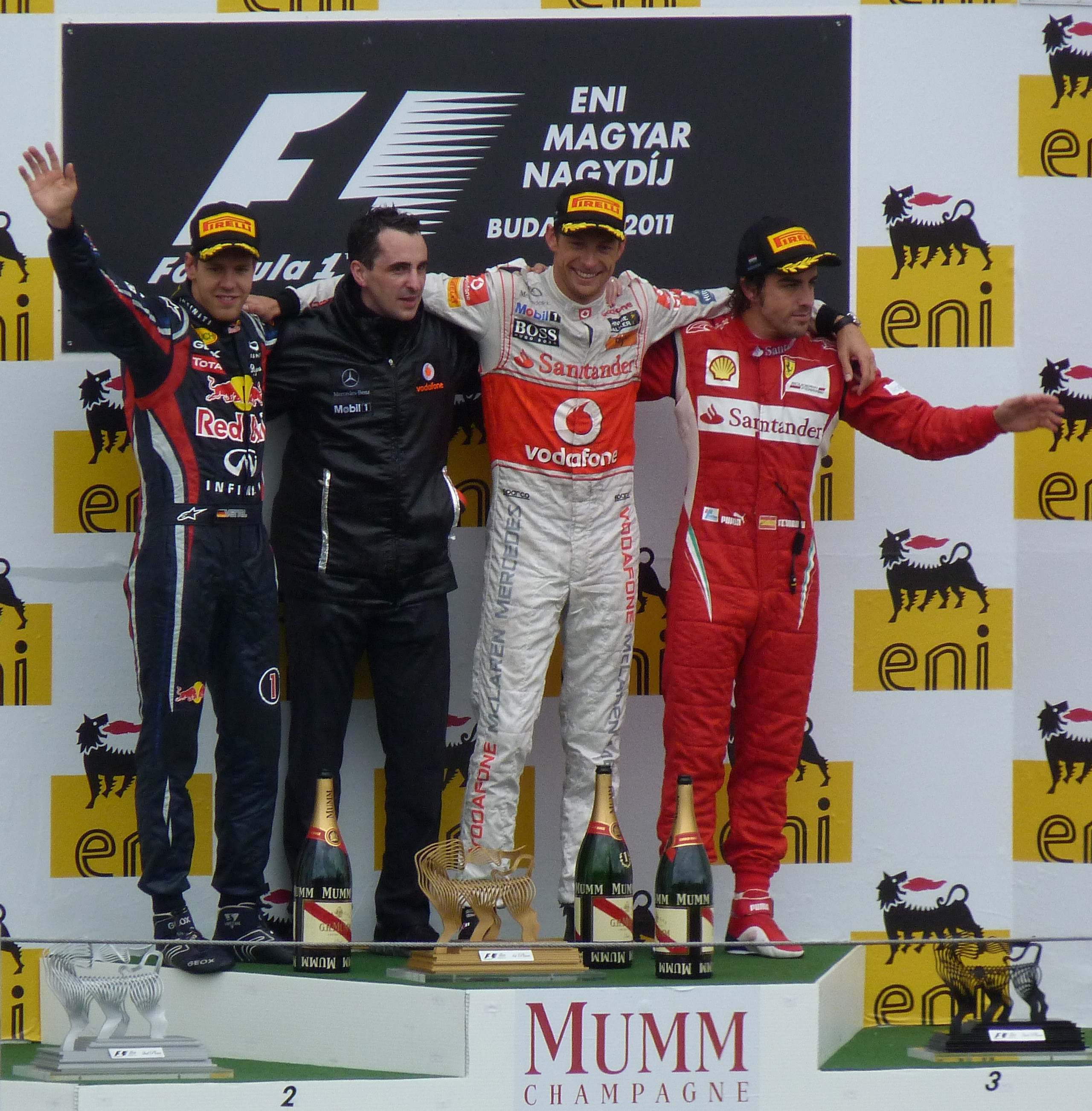
Il podio del Gran Premio d'Ungheria 2011.

La gara inizia con pista bagnata e una leggera pioggia. Parte bene dalla pole Sebastian Vettel che prende la testa della gara, dietro si trovano le due McLaren di Lewis Hamilton e Jenson Button. Partono male le due Ferrari di Fernando Alonso e Felipe Massa che vengono infilate dalle due Mercedes GP di Michael Schumacher e Nico Rosberg.
Nel secondo giro Alonso passa Rosberg, ma, avvicinandosi a Button, esce lungo alla curva 2 e viene ripassato. Davanti Hamilton mette pressione a Vettel. L'inglese passa a condurre al quinto giro, dopo che il tedesco è andato lungo alla curva 2.
Il giro seguente Fernando Alonso viene passato da Felipe Massa, ma riprende il quarto posto un giro dopo, passando nuovamnete Nico Rosberg. La classifica vede in testa Hamilton, davanti a Vettel, Button, Alonso, Rosberg, Massa e Webber.
Al decimo giro il primo dei piloti di testa, Mark Webber, va al pit stop e monta gomme da asciutto. Il giro dopo è il turno degli altri.
Successivamente vanno al cambio gomme Fernando Alonso, Mark Webber e Felipe Massa, seguiti da Hamilton e da Vettel. Le posizioni restano invariate con Hamilton primo, seguito da Button e Vettel. Al 36º giro Fernando Alonso anticipa la sosta montando coperture super-soft. Tre giri dopo è il turno di Webber che monta gomme soft.
Al 45º giro la pioggia ritorna; Lewis Hamilton va in testacoda e Button lo supera. Alonso monta gomme soft. Battaglia tra i due della McLaren che si scambiano la prima posizione più volte finché in testa non c'è Hamilton. Al giro 52 l'inglese monta gomme intermedie. La pioggia però cessa e Alonso passa Hamilton. Al giro 58, dopo aver montato gomme da asciutto, Hamilton passa Massa e Webber.
Vince Jenson Button in quello che è il suo 200º gran premio. Dietro ci sono Sebastian Vettel, Fernando Alonso e Lewis Hamilton, quattro campioni del mondo nelle prime quattro posizioni.

### Gran Premio del Belgio[112]
In qualifica per Sebastian Vettel è la pole numero 24, la nona della stagione seguito da Lewis Hamilton e dal compagno Mark Webber. Massa quarto, Alonso solo ottavo.
Alla partenza Sebastian Vettel prende la testa della gara; dietro parte male il suo compagno di scuderia Mark Webber, che viene subito infilato da diversi piloti. Scatta invece bene Nico Rosberg che si pone subito alle spalle di Vettel e riesce a passarlo sul rettilineo del Kemmel e a portarsi in testa alla gara. Dietro ci sono i due ferraristi e Lewis Hamilton.
Vettel si riprende la testa della gara. Nelle retrovie, Alonso passa Hamilton, e si pone alle spalle di Massa. Lo spagnolo passa anche il brasiliano nel giro seguente.
Al quinto giro Sebastian Vettel va al cambio gomme. Torna in testa così Rosberg, ma due giri dopo viene passato da Alonso che effettua il cambio gomme. All'uscita viene però passato da Mark Webber all'Eau Rouge. Alonso si rifà al giro seguente, sorpassando nuovamente l'australiano. Comanda ora Vettel, su Alonso, Rosberg, Kamui Kobayashi, e Webber.
Al tredicesimo giro, Hamilton va all'attacco di Kobayashi. I due però si toccano alle Combes. La vettura dell'inglese sbanda e esce di pista. Entra in pista la safety car. Alla ripartenza in testa c'è Fernando Alonso, dietro di lui Vettel passa Webber e s'installa al secondo posto. Lo spagnolo, poi, non può resistere a Vettel che lo supera. Jenson Button passa Michael Schumacher, e si pone in settima posizione. Nei pochi giri seguenti arriva a conquistare la quarta piazza dietro a Webber.
Al giro 29 c'è il cambio gomme per Alonso, che monta gomme medie. Il giro seguente è il turno di Sebastian Vettel, che monta anche lui lo stesso tipo di mescola. Ora si ritrova in testa proprio Button che però viene passato da Vettel sul Kemmel. Il giro seguente l'inglese della McLaren va al cambio gomme e monta un treno di gomme morbide. Al 36º giro Mark Webber passa Alonso, mentre poco dopo è Jenson Button a passare il ferrarista.
La gara viene vinta da Sebastian Vettel, al diciassettesimo sigillo in carriera nel mondiale di F1. Dietro di lui Webber, Button, Alonso, Michael Schumacher, che negli ultimi giri ha passato il suo compagno di scuderia Nico Rosberg.

### Gran Premio d'Italia[114]

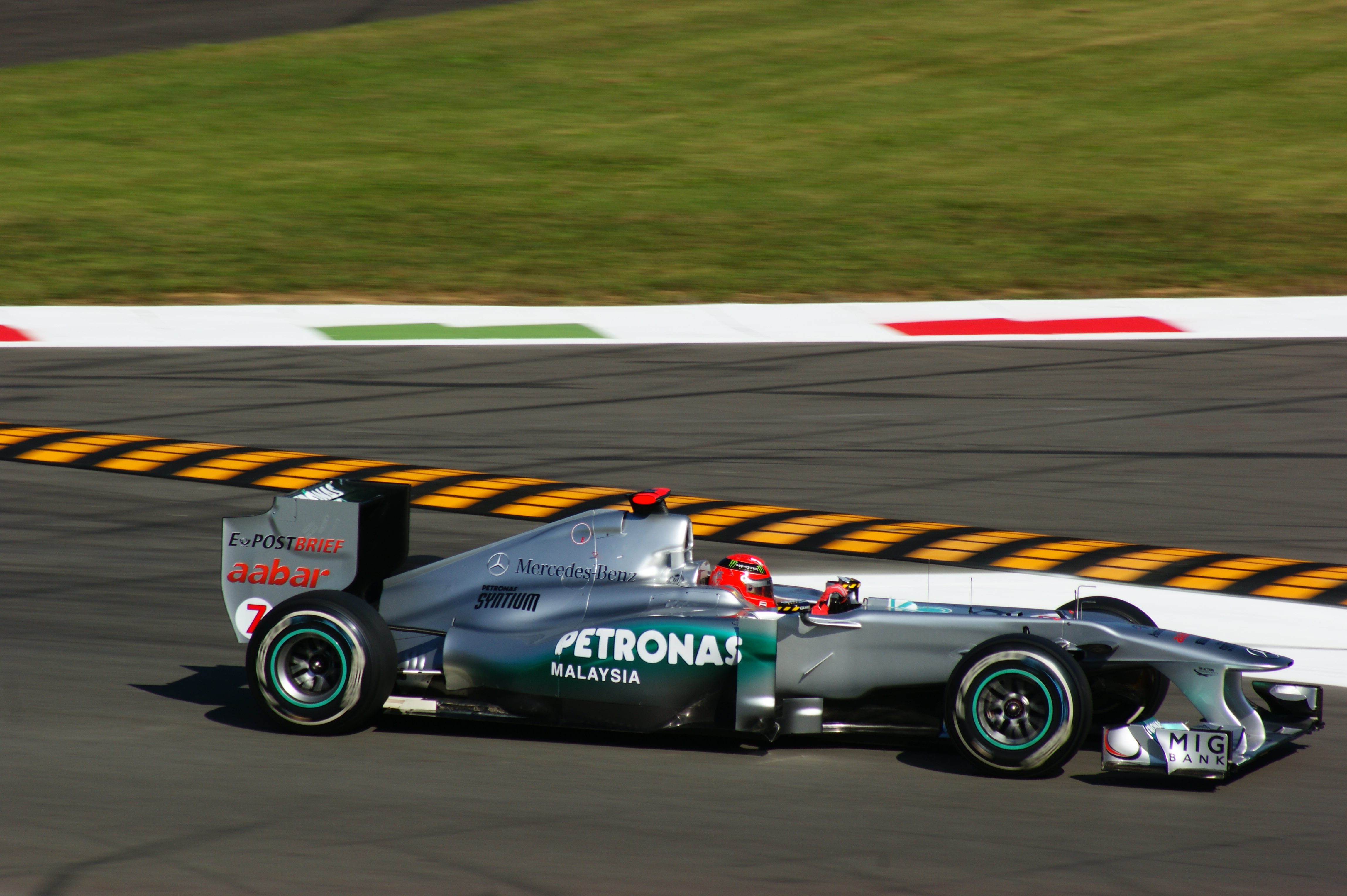
Michael Schumacher, protagonista di un lungo duello con Hamilton nella fase iniziale della gara.

Nelle prove ufficiali Sebastian Vettel ottiene la pole numero 25, per la Red Bull quella numero 33, la tredicesima sulle tredici gare del mondiale finora disputate.
Al via Fernando Alonso riesce a passare in testa con una manovra sul lato destro della pista. Alla prima variante dietro di lui si portano Sebastian Vettel e Lewis Hamilton. Nelle retrovie l'HRT di Vitantonio Liuzzi va sull'erba, diventa incontrollabile e, ad alta velocità, piomba sulla prima chicane, colpendo le vetture di altri piloti. Per liberare la pista dai tanti detriti la direzione di gara fa entrate la Safety Car.
Alla ripartenza, Michael Schumacher passa Hamilton, e Mark Webber passa l'altro pilota della McLaren, Jenson Button, conquistando il sesto posto. Vettel si avvicina molto ad Alonso e lo passa, al giro seguente, alla variante della Roggia, dopo aver affiancato all'esterno la vettura dello spagnolo nella Biassono. Anche Webber attacca Felipe Massa per la quinta posizione, alla prima chicane: i due vengono a contatto e la Red Bull dell'australiano perde il musetto. Webber prosegue ma esce di pista alla parabolica.
Hamilton mette pressione a Schumacher per diversi giri, fino a riuscire a passarlo al giro 13; il tedesco però riesce a riprendersi la posizione immediatamente. Ne approfitta Jenson Button che passa prima Hamilton alla Roggia, poi Schumacher all'Ascari. Tra il 17º e il 21º giro tutti i piloti di testa vanno al primo cambio gomme. La situazione di classifica resta però invariata con Sebastian Vettel che guida su Fernando Alonso, Jenson Button, Michael Schumacher e Lewis Hamilton.
Nei giri seguenti si ripropone il duello tra Schumacher e Hamilton; l'inglese passa il tedesco al 27º giro. Anche il secondo cambio degli pneumatici non muta le posizioni. Al 35º giro Jenson Button passa Fernando Alonso alla Curva Grande. Lo spagnolo cerca di resistere fino alla Roggia, ma senza successo. Negli ultimi giri Hamilton cerca di avvicinarsi ad Alonso, ma senza riuscire mai a impensierirlo.
Sebastian Vettel vince per la 18ª volta nel mondiale, vittoria numero 23 per la Red Bull; dietro c'è Jenson Button e Fernando Alonso, che conquista il 70° podio nel mondiale. Il pilota tedesco ottiene anche la Coppa del 150º anniversario dell'Unità d'Italia.

### Gran Premio di Singapore[116]
Nelle prove del sabato per il solito Sebastian Vettel è la pole numero 26, la 34ª per la RBR, quattordicesima su quattordici gare della stagione.
Sebastian Vettel prende subito il comando della gara, mentre il suo compagno di scuderia, Mark Webber, è passato da Jenson Button e Fernando Alonso. Anche Lewis Hamilton è autore di una cattiva partenza, tanto da ritrovarsi indietro.

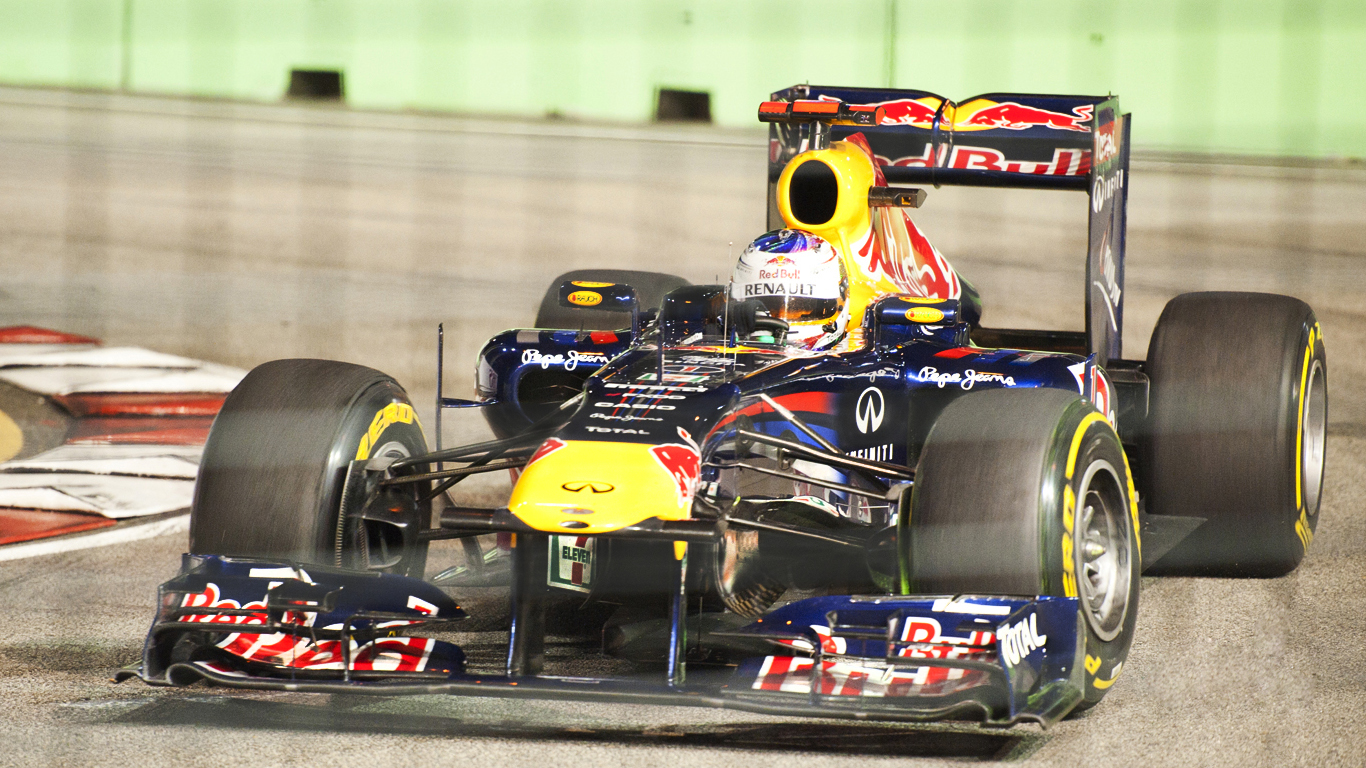
Sebastian Vettel trionfa ancora in questa stagione a Singapore.

Nei primi giri l'inglese passa diversi piloti, conquistando il quinto posto. Mark Webber passa Fernando Alonso al nono giro. Il ferrarista va ai box con gomme in crisi. Al dodicesimo giro, dopo il pit stop, Hamilton attacca Massa, i due si toccano. Hamilton ha il musetto danneggiato e Massa una foratura; entrambi saranno costretti a una nuova sosta ai box. Il pilota della McLaren è penalizzato anche da un drive through.
Nelle retrovie continuano le rimonte di Massa e Hamilton. Al ventinovesimo giro, dopo che Rosberg ha passato Pérez, anche Schumacher ci prova; la sua Mercedes però va lunga, colpisce la vettura del messicano, si alza da terra per poi sbattare contro le barriere. È necessaria l'entrata della Safety Car. Vettel vede annullarsi il suo vantaggio su Button. Alla ripartenza però la sua posizione è "coperta" dalla presenza di alcuni doppiati tra lui e la vettura del britannico.
Il compattamento del gruppo favorisce Lewis Hamilton che in pochi giri passa dal nono al quinto posto, con sorpassi su Adrian Sutil, Nico Rosberg e Paul di Resta.
Gli ultimi pit stop non modificano la situazione di classifica per i primi quattro, anche se Sebastian Vettel rischia una collisione, nella corsia dei box, con Jarno Trulli. Chi invece è penalizzato dal cambio gomme è Hamilton che si ritrova nuovamente decimo ma, con una nuova serie di sorpassi, si riporta in quarta posizione.
Negli ultimi giri Button, con un ottimo ritmo, riesce ad avvicinarsi a Vettel, anche se mai si renderà pericoloso. Vince Sebastian Vettel, alla diciannovesima vittoria nel mondiale. Ora con 124 punti di vantaggio in classifica su Button al tedesco basta un punto per laurearsi campione per la seconda volta.

### Gran Premio del Giappone[118]
È sempre di Sebastian Vettel la pole nelle prove ufficiali, la numero 27 per il tedesco e la numero 35 per la Red Bull, la quindicesima su quindici gare della stagione.

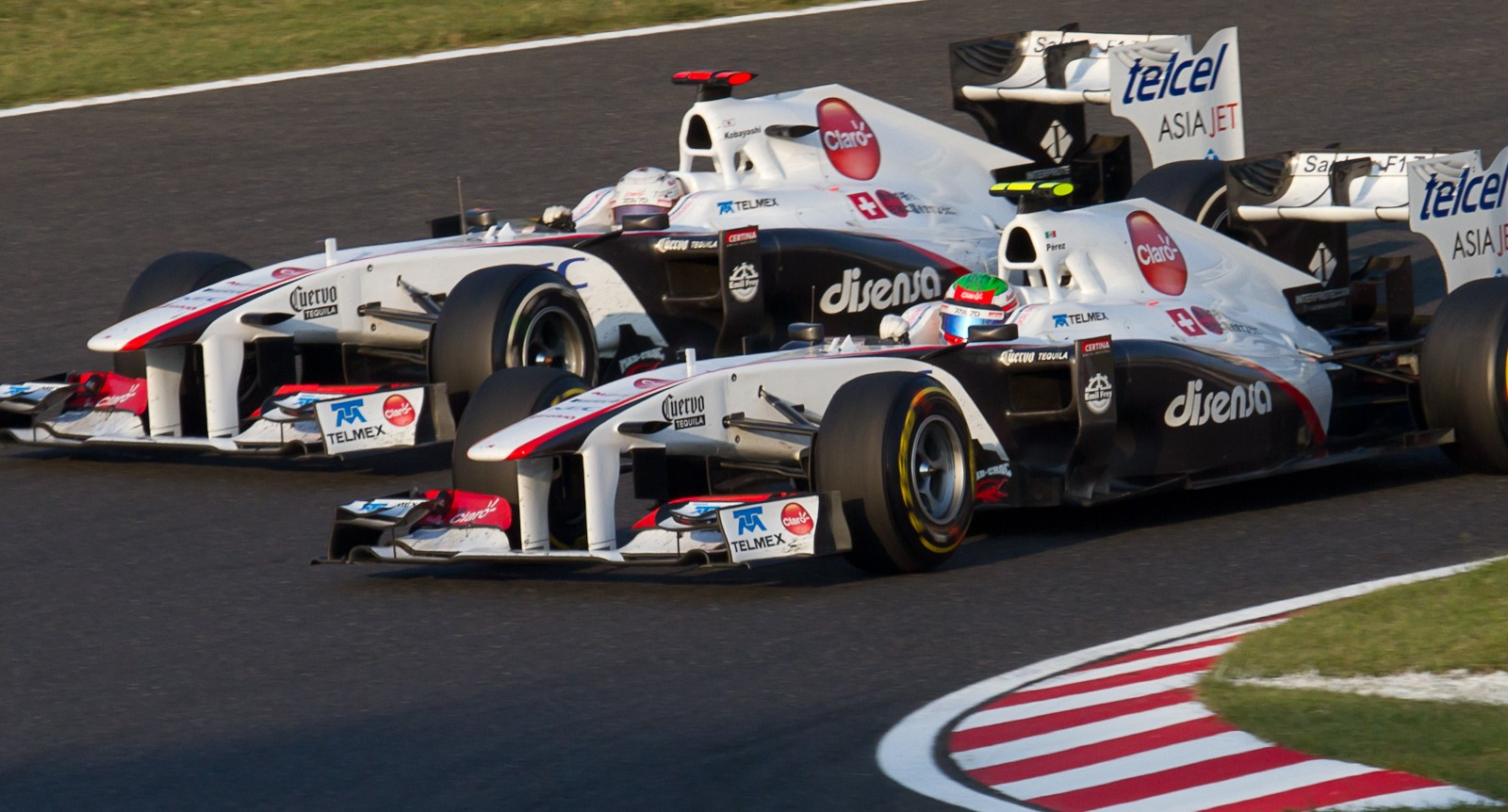
Una fase del duello tra i due piloti della Sauber, il messicano Pérez e Kobayashi, idolo dei tifosi giapponesi.

Al via il tedesco mantiene la testa della gara, riuscendo a resistere all'attacco di Jenson Button. L'inglese, chiuso da Vettel, cede una posizione al compagno di scuderia Lewis Hamilton. Per la manovra su Button, Vettel viene posto sotto indagine dai commissari, che però non decidono nessuna sanzione. Dietro i primi tre vi sono le due Ferrari di Felipe Massa e Fernando Alonso, seguite da Mark Webber, Michael Schumacher e le due Force India.
Al sesto giro le due Ferrari si scambiano la posizione. Al giro 8 stessa sorte per le due McLaren: Jenson Button passa Hamilton che è però penalizzato da una foratura che lo costringe a una sosta ai box. Due giri dopo vanno al cambio gomme i tre di testa, che mantengono la posizione.
Al ventesimo giro le due RBR rientrano una dopo l'altra per il cambio gomme, ma entrambi i piloti riescono a ripartire senza conseguenze. Button va al pit stop il giro seguente e riesce a tenere dietro Vettel, che è molto vicino al britannico.
Al giro seguente Lewis Hamilton attacca Felipe Massa all'ultima chicane: i due si toccano e la Ferrari perde un pezzo di alettone. I detriti rimangono in traiettoria tanto che i commissari decidono per l'entrata della vettura di sicurezza. Alla ripartenza della gara le posizioni di testa rimangono invariate con Button davanti a Vettel, Alonso, Webber, Massa, Hamilton e Schumacher.
Al giro 34 Vettel anticipa il cambio gomme. Alonso compie il suo cambio gomme quattro giri dopo, e rientra in pista davanti al tedesco. Lewis Hamilton passa Felipe Massa portandosi in quinta posizione, dopo che anche Button e Schumacher effettuano il loro pit stop. Schumacher, nella girandola dei cambi gomme, si trova anche per tre giri in testa alla gara, per la prima volta dal Gran Premio del Giappone 2006.
Negli ultimi giri Jenson Button riesce a mantenere il vantaggio su Fernando Alonso, a sua volta tallonato da Sebastian Vettel. Per l'inglese è la vittoria numero dodici, mentre Vettel conquista matematicamente il suo secondo titolo piloti consecutivo, diventando il più giovane bi-campione del mondo nella storia del Campionato mondiale di Formula 1.

### Gran Premio di Corea[121]
Nelle qualifiche questa volta Lewis Hamilton conquista la pole numero 19 in Formula 1, la 147ª per la McLaren, in quello che rappresenta il 700º Gran Premio di Formula 1.
Alla partenza l'inglese mantiene la testa, ma già alla curva 3 viene passato da Sebastian Vettel. Più dietro scatta bene Felipe Massa che è terzo, ma viene poco dopo passato da Mark Webber. Dietro ai primi quattro c'è Fernando Alonso, seguito da Jenson Button.

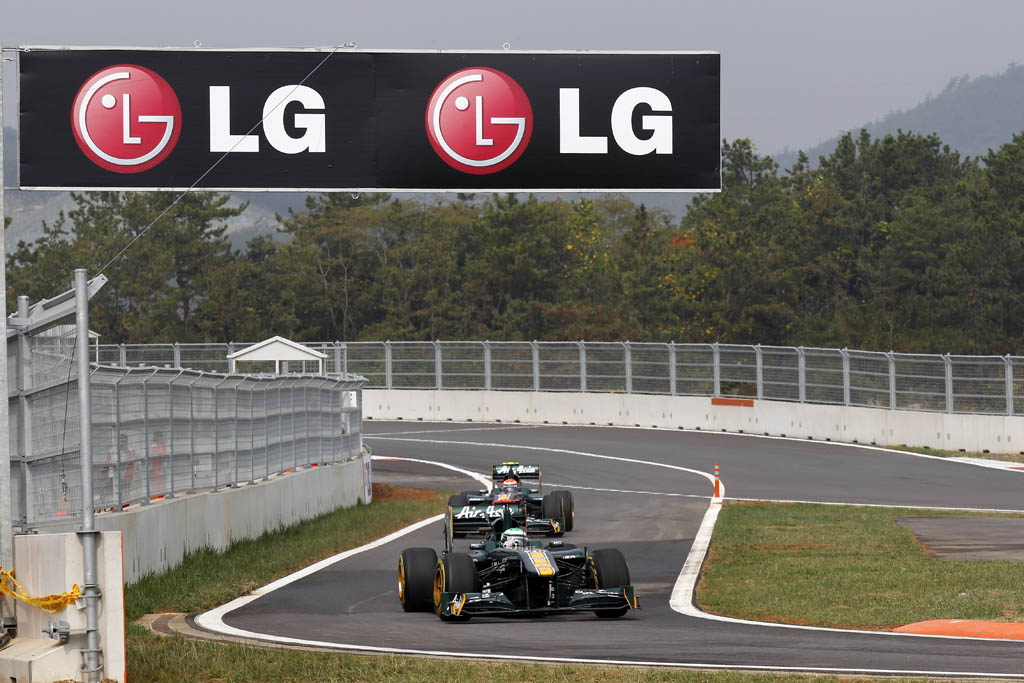
Heikki Kovalainen e Jarno Trulli in Corea.

Nei primi giri Vettel riesce a ottenere un certo margine su Hamilton, mentre dietro Massa si crea un piccolo trenino formato da Alonso, Button e Rosberg. Al giro 13 pit stop per Button e Rosberg: i due escono appaiati nella corsia dei box, col tedesco che passa il britannico. Sulla parte finale della corsia di rientro Rosberg va lungo, venendo passato da Button. Nel rettilineo seguente Rosberg è però capace di riprendere la posizione. Il giro seguente Button ripassa Rosberg.
Al giro 16 Vitalij Petrov tampona Michael Schumacher alla frenata della curva 3. I due sono costretti al ritiro; per la presenza di detriti sulla pista viene imposta la Safety Car. Molti piloti approfittano nuovamente per i pit stop. Al momento della ripartenza Vettel conduce davanti a Hamilton, Webber, Button, Rosberg, Massa e Alonso. I due ferraristi mettono sotto pressione il tedesco per vari giri, fino a passarlo al ventisettesimo giro.
Si accende una battaglia fra Hamilton e Webber, per la seconda piazza. I due vanno anche contemporaneamente ai box, ma l'australiano non trova lo spazio per passare l'inglese. Dopo l'ennesima tornata di cambi gomma Alonso guadagna una posizione su Massa.
Negli ultimi giri Jenson Button, approfittando della battaglia fra Hamilton e Webber si avvicina ai due. Al 49º giro Webber passa Hamilton alla prima curva, il duello tra i due con vetture appaiate e vari controsorpassi prosegue per mezzo giro, fino a quando Hamilton non passa Webber nel giro seguente utilizzando il DRS.
Sebastian Vettel vince per la ventesima volta nel mondiale, Hamilton è secondo, Webber terzo; con questo risultato la Red Bull conquista per il secondo anno consecutivo il titolo costruttori.

### Gran Premio d'India[124]
Nelle prove ufficiali del sabato per Sebastian Vettel è la pole numero 13 in stagione, per la Red Bull è la numero 16, mai un costruttore aveva fatto segnare un così alto numero di pole in una singola stagione.

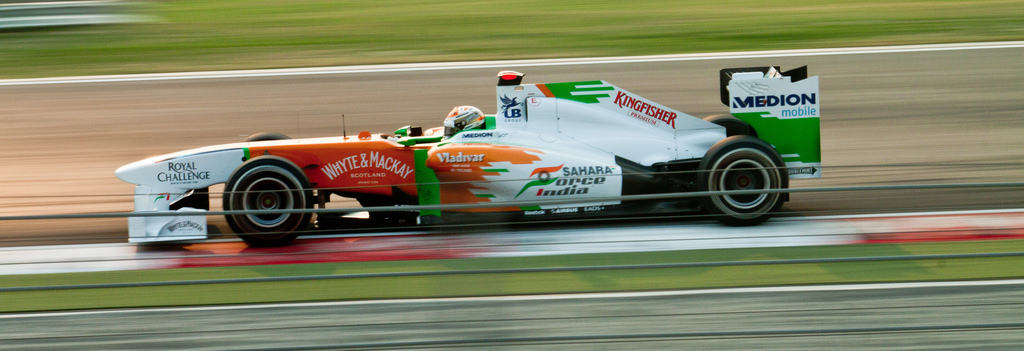
Adrian Sutil, qui impegnato alla guida della sua Force India, chiude la gara al nono posto.

Alla partenza il giovane tedesco mantiene il comando del gruppo; dietro c'è Mark Webber, che però viene passato già alla curva 2 da Jenson Button.
Nei primi giri il pilota australiano della RBR tenta di recuperare la posizione su Button, ma senza successo. Dietro ai primi tre c'è Fernando Alonso, seguito dal compagno di scuderia Felipe Massa, poi Lewis Hamilton e i due della Mercedes GP.
Al giro 16 vanno al cambio gomme Mark Webber, Alonso e Hamilton; nei giri seguenti sarà il turno anche degli altri piloti di testa. Le posizioni della classifica però rimangono invariate.
Al ventiquattresimo giro Lewis Hamilton si avvicina a Massa, tentando di passarlo, alla curva 5. I due vanno a contatto: l'inglese è costretto a cambiare il musetto della sua vettura mentre il brasiliano è penalizzato per la manovra con un drive through. Quando il brasiliano va ai box, per il cambio gomme, cambia anche il muso della monosposto. Al giro 34 però Massa è autore di un errore simile a quello delle prove: la vettura sale oltre il cordolo, colpendo la cunetta esterna: si rompe la sospensione della vettura, costringendolo al ritiro.
Con il secondo turno di cambi gomme Fernando Alonso passa Mark Webber, e si pone al terzo posto. Stessa sorte per Michael Schumacher, che riesce a guadagnare una posizione, sorpassando il compagno di scuderia Nico Rosberg.
Negli ultimi giri non si verificano modifiche nelle posizioni di vertice. Sebastian Vettel vince per l'undicesima volta in stagione, ventunesima in totale. Il tedesco conquista il primo grand chelem della carriera, ossia ottiene pole, vittoria, giro più veloce, nello stesso gran premio, mantenendo la testa della gara per tutto il suo corso. Vettel batte anche il record del numero di giri in testa in una stagione, che apparteneva a Nigel Mansell, dal 1992.

### Gran Premio di Abu Dhabi[127]

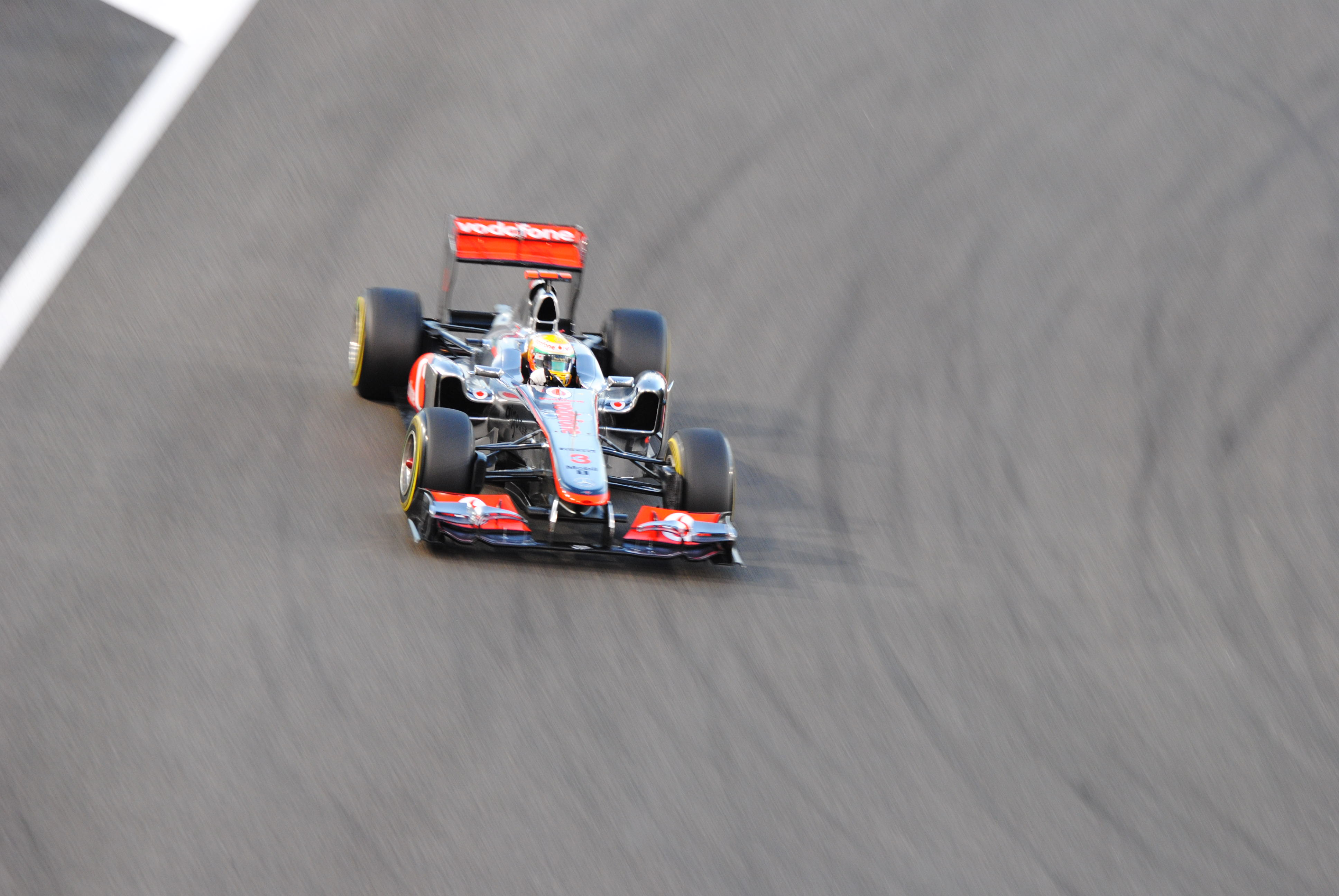
Lewis Hamilton, vincitore della gara, impegnato alla guida della sua monoposto.

Nelle qualifiche per Sebastian Vettel è la 14ª pole position della stagione: in tale modo il tedesco eguaglia il record di pole in una sola stagione, fatto segnare da Nigel Mansell nel 1992.
Il tedesco scatta in testa ma alla prima curva esce leggermente dal cordolo e provoca una foratura alla gomma posteriore destra. La vettura perde guidabilità e termina nella via di fuga, tanto da essere sfilata da tutte le vetture. In testa va così Lewis Hamilton, seguito da Jenson Button, Mark Webber e Fernando Alonso. Lo spagnolo è però capace nei primi due giri di passare sia l'australiano che l'inglese. Intanto Vettel torna lentamente ai box, dove è costretto al primo ritiro stagionale.
Al quarto giro Webber passa Button, ma l'inglese è capace di riprendersi la posizione. Le posizioni di testa restano immutate fino al tredicesimo giro, quando Webber attacca ancora Button, sul rettilineo dopo la curva 7. L'inglese però risponde ancora, ripassando il pilota della Red Bull sul rettifilo seguente.
Al giro 16 Hamilton e Alonso vanno al cambio gomme, in una fase in cui l'iberico si era avvicinato a meno di due secondi. Vanno al cambio gomme anche Jenson Button e Mark Webber, che però subisce una piccola perdita di tempo.
Tra il 35º e il 43º giro c'è la seconda serie di cambi gomme. Tutti i piloti di testa montano gomme medie, tranne Mark Webber che opta ancora per le soft. La situazione in classifica ora vede Lewis Hamilton, sempre davanti a Fernando Alonso, con Mark Webber che è riuscito a passare Button sul primo rettilineo.
Al 48º giro Massa è autore di un testacoda, senza conseguenze, tanto che il brasiliano mantiene la quinta posizione. Al penultimo giro Webber è costretto al cambio gomme per montare le gomme medie, ancora non utilizzate. Con questa sosta però è costretto a cedere la terza posizione a Jenson Button.
La vittoria va a Lewis Hamilton; per la prima volta in stagione nessuna Red Bull va sul podio. S'interrompe così una striscia di 19 gare consecutive a podio, terza miglior serie di sempre nel mondiale.

### Gran Premio del Brasile[131]
Nelle prove ufficiali del sabato per Sebastian Vettel è la quindicesima pole stagionale, nuovo record di partenze al palo stagionali per un pilota.

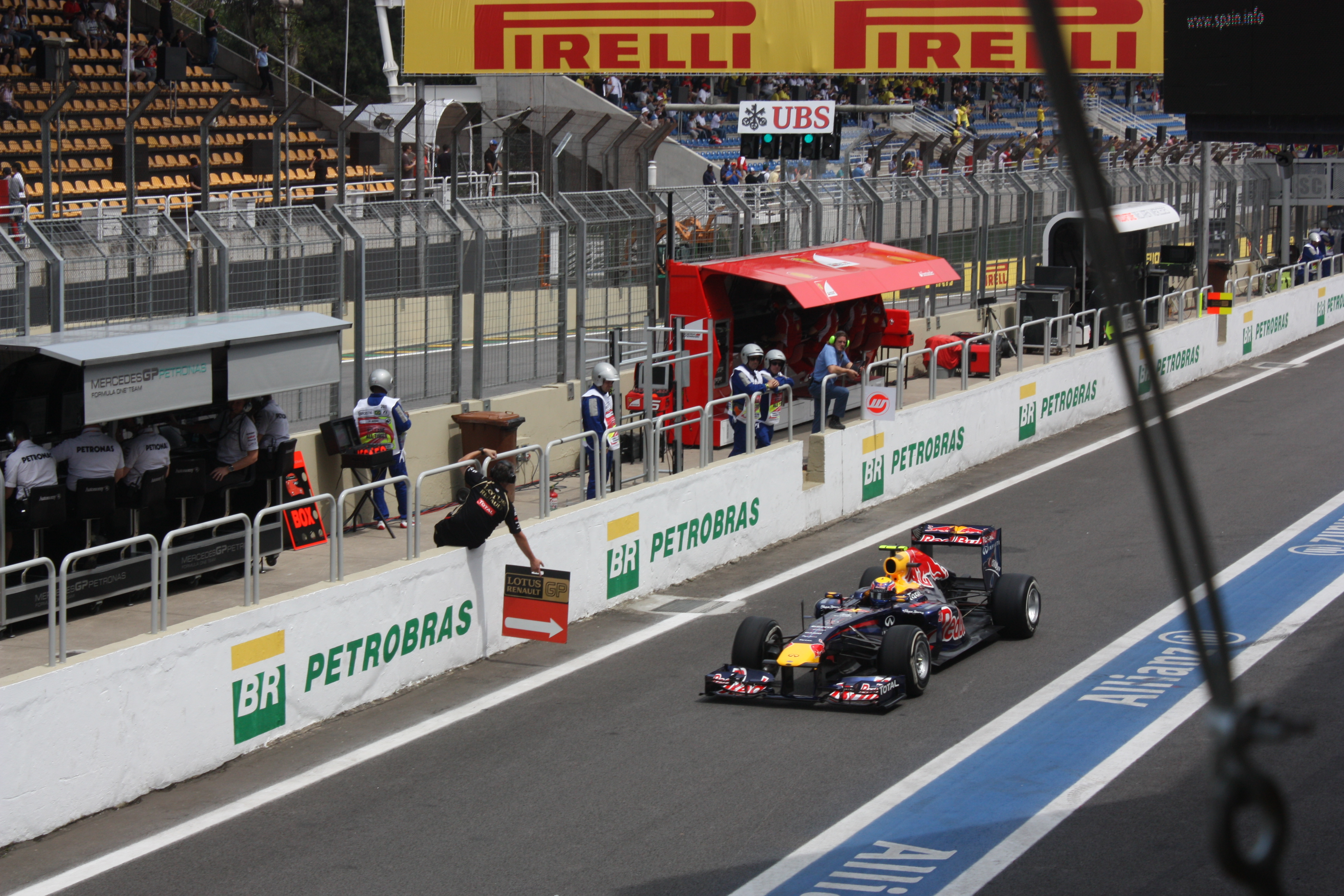
Mark Webber vince per la prima volta in stagione a San Paolo.

Alla partenza il tedesco mantiene il comando del plotone, seguito dal compagno di scuderia Mark Webber, da Jenson Button e da Fernando Alonso che ha passato al via Lewis Hamilton.
Lo spagnolo passa anche Button per il terzo posto all'esterno della curva Ferradura. Dai box comunicano a Vettel che sulla telemetria appaiono problemi al suo cambio. Tra il 16º e il 19º giro i battistrada vanno al cambio gomme. Tutti montano gomme soft, e la classifica non muta, se non per Felipe Massa, che non ha ancora cambiato pneumatici e si trova in testa alla gara. Al giro 21 Vettel si riprende la testa della gara passando il brasiliano alla Subida do lago.
Al giro 30 Vettel, sempre consigliato dai box di preservare il cambio, vede passare davanti il suo compagno di scuderia Mark Webber. Al 32º giro Jenson Button va al cambio gomme e monta gomme medie, mentre gli altri piloti di testa optano ancora per le coperture più morbide. Webber mantiene il comando, davanti a Vettel, Alonso, Button, Massa (che non ha ancora cambiato) e Hamilton. L'inglese si avvicina al brasiliano ma al giro 49 è costretto al ritiro per un guasto al cambio.
Dopo il terzo cambio gomme tutti i piloti hanno ormai montato gomme medie. La McLaren di Jenson Button si avvicina ad Alonso, passandolo al 62º giro.
Negli ultimi giri la classifica non muta. Mark Webber vince per la prima volta in stagione, davanti a Sebastian Vettel e Button. L'inglese della McLaren è vicecampione del mondo.

## Risultati

### Risultato dei Gran Premi
| Nº | Gran Premio                  | Circuito      | Pole position    | Giro veloce      | Pilota vincitore | Team vincitore          | Resoconto |
| -- | ---------------------------- | ------------- | ---------------- | ---------------- | ---------------- | ----------------------- | --------- |
| 1  | Gran Premio d'Australia      | Melbourne     | Sebastian Vettel | Felipe Massa     | Sebastian Vettel | Red Bull Racing-Renault | Resoconto |
| 2  | Gran Premio della Malesia    | Sepang        | Sebastian Vettel | Mark Webber      | Sebastian Vettel | Red Bull Racing-Renault | Resoconto |
| 3  | Gran Premio di Cina          | Shanghai      | Sebastian Vettel | Mark Webber      | Lewis Hamilton   | McLaren-Mercedes        | Resoconto |
| 4  | Gran Premio di Turchia       | Istanbul Park | Sebastian Vettel | Mark Webber      | Sebastian Vettel | Red Bull Racing-Renault | Resoconto |
| 5  | Gran Premio di Spagna        | Montmeló      | Mark Webber      | Lewis Hamilton   | Sebastian Vettel | Red Bull Racing-Renault | Resoconto |
| 6  | Gran Premio di Monaco        | Montecarlo    | Sebastian Vettel | Mark Webber      | Sebastian Vettel | Red Bull Racing-Renault | Resoconto |
| 7  | Gran Premio del Canada       | Montréal      | Sebastian Vettel | Jenson Button    | Jenson Button    | McLaren-Mercedes        | Resoconto |
| 8  | Gran Premio d'Europa         | Valencia      | Sebastian Vettel | Sebastian Vettel | Sebastian Vettel | Red Bull Racing-Renault | Resoconto |
| 9  | Gran Premio di Gran Bretagna | Silverstone   | Mark Webber      | Fernando Alonso  | Fernando Alonso  | Ferrari                 | Resoconto |
| 10 | Gran Premio di Germania      | Nürburgring   | Mark Webber      | Lewis Hamilton   | Lewis Hamilton   | McLaren-Mercedes        | Resoconto |
| 11 | Gran Premio d'Ungheria       | Hungaroring   | Sebastian Vettel | Felipe Massa     | Jenson Button    | McLaren-Mercedes        | Resoconto |
| 12 | Gran Premio del Belgio       | Spa           | Sebastian Vettel | Mark Webber      | Sebastian Vettel | Red Bull Racing-Renault | Resoconto |
| 13 | Gran Premio d'Italia         | Monza         | Sebastian Vettel | Lewis Hamilton   | Sebastian Vettel | Red Bull Racing-Renault | Resoconto |
| 14 | Gran Premio di Singapore     | Singapore     | Sebastian Vettel | Jenson Button    | Sebastian Vettel | Red Bull Racing-Renault | Resoconto |
| 15 | Gran Premio del Giappone     | Suzuka        | Sebastian Vettel | Jenson Button    | Jenson Button    | McLaren-Mercedes        | Resoconto |
| 16 | Gran Premio di Corea         | Sud Jeolla    | Lewis Hamilton   | Sebastian Vettel | Sebastian Vettel | Red Bull Racing-Renault | Resoconto |
| 17 | Gran Premio d'India          | Greater Noida | Sebastian Vettel | Sebastian Vettel | Sebastian Vettel | Red Bull Racing-Renault | Resoconto |
| 18 | Gran Premio di Abu Dhabi     | Abu Dhabi     | Sebastian Vettel | Mark Webber      | Lewis Hamilton   | McLaren-Mercedes        | Resoconto |
| 19 | Gran Premio del Brasile      | Interlagos    | Sebastian Vettel | Mark Webber      | Mark Webber      | Red Bull Racing-Renault | Resoconto |

### Risultato delle qualifiche
| Nº | Pilota             | AUS | MAL | CIN | TUR | SPA | MCO | CAN | EUR | GBR | DEU | UNG | BEL | ITA | SIN | GIA | COR | IND | ABU | BRA |
| -- | ------------------ | --- | --- | --- | --- | --- | --- | --- | --- | --- | --- | --- | --- | --- | --- | --- | --- | --- | --- | --- |
| 1  | Sebastian Vettel   | 1   | 1   | 1   | 1   | 2   | 1   | 1   | 1   | 2   | 3   | 1   | 1   | 1   | 1   | 1   | 2   | 1   | 1   | 1   |
| 2  | Mark Webber        | 3   | 3   | 18  | 2   | 1   | 3   | 4   | 2   | 1   | 1   | 6   | 3   | 5   | 2   | 6   | 4   | 3   | 4   | 2   |
| 3  | Lewis Hamilton     | 2   | 2   | 3   | 4   | 3   | 9   | 5   | 3   | 10  | 2   | 2   | 2   | 2   | 4   | 3   | 1   | 2   | 2   | 4   |
| 4  | Jenson Button      | 4   | 4   | 2   | 6   | 5   | 2   | 7   | 6   | 5   | 7   | 3   | 13  | 3   | 3   | 2   | 3   | 5   | 3   | 3   |
| 5  | Fernando Alonso    | 5   | 5   | 5   | 5   | 4   | 4   | 2   | 4   | 3   | 4   | 5   | 8   | 4   | 5   | 5   | 6   | 4   | 5   | 5   |
| 6  | Felipe Massa       | 8   | 7   | 6   | 10  | 8   | 6   | 3   | 5   | 4   | 5   | 4   | 4   | 6   | 6   | 4   | 5   | 6   | 6   | 7   |
| 7  | Michael Schumacher | 11  | 11  | 14  | 8   | 10  | 5   | 8   | 8   | 13  | 10  | 9   | 24  | 8   | 8   | 7   | 12  | 12  | 8   | 10  |
| 8  | Nico Rosberg       | 7   | 9   | 4   | 3   | 7   | 7   | 6   | 7   | 9   | 6   | 7   | 5   | 9   | 7   | 24  | 7   | 7   | 7   | 6   |
| 9  | Nick Heidfeld      | 18  | 6   | 16  | 9   | 24  | 16  | 9   | 9   | 16  | 11  | 14  |     |     |     |     |     |     |     |     |
| 9  | Bruno Senna        |     |     |     |     |     |     |     |     |     |     |     | 7   | 10  | 15  | 8   | 15  | 15  | 14  | 9   |
| 10 | Vitalij Petrov     | 6   | 8   | 10  | 7   | 6   | 11  | 10  | 11  | 14  | 9   | 12  | 10  | 7   | 18  | 9   | 8   | 11* | 12  | 15  |
| 11 | Rubens Barrichello | 17  | 15  | 15  | 11  | 19  | 12  | 16  | 13  | 15  | 14  | 15  | 14  | 13  | 12  | 13  | 18  | 16  | 24  | 12  |
| 12 | Pastor Maldonado   | 15  | 18  | 17  | 14  | 9   | 8   | 12  | 15  | 7   | 13  | 17  | 16* | 14  | 13  | 14  | 16  | 14  | 17# | 18  |
| 14 | Adrian Sutil       | 16  | 17  | 11  | 12  | 17  | 15  | 14  | 10  | 11  | 8   | 8   | 15  | 12  | 9   | 11  | 10  | 8   | 9   | 8   |
| 15 | Paul di Resta      | 14  | 14  | 8   | 13  | 16  | 14  | 11  | 12  | 6   | 12  | 11  | 18  | 11  | 10  | 12  | 9   | 13  | 10  | 11  |
| 16 | Kamui Kobayashi    | 9   | 10  | 13  | 24  | 14  | 13  | 13  | 14  | 8   | 18  | 13  | 12  | 17  | 17  | 10  | 14  | 18  | 16  | 16  |
| 17 | Sergio Pérez       | 13  | 16  | 12  | 15  | 12  | 10  |     | 16  | 12  | 15  | 10  | 9   | 15  | 11  | 17  | 17  | 17  | 11  | 17  |
| 17 | Pedro de la Rosa   |     |     |     |     |     |     | 17  |     |     |     |     |     |     |     |     |     |     |     |     |
| 18 | Sébastien Buemi    | 10  | 12  | 9   | 16  | 11  | 17  | 15  | 17  | 19  | SQ  | 18* | 11  | 16  | 14  | 15  | 13  | 9   | 13  | 14  |
| 19 | Jaime Alguersuari  | 12  | 13  | 7   | 17  | 13  | 20  | 18  | 18  | 18  | 17  | 16  | 6   | 18  | 16  | 16  | 11  | 10  | 15  | 13  |
| 20 | Heikki Kovalainen  | 19  | 19  | 19  | 18  | 15  | 18  | 20  | 19  | 17  | 19  | 19  | 17  | 20  | 19  | 18  | 19  | 19  | 18  | 19  |
| 21 | Jarno Trulli       | 20  | 20  | 20  | 19  | 18  | 19  | 19  | 20  | 21  |     | 20  | 19  | 19  | 20  | 19  | 20  | 20  | 19  | 20  |
| 21 | Karun Chandhok     |     |     |     |     |     |     |     |     |     | 21  |     |     |     |     |     |     |     |     |     |
| 22 | Narain Karthikeyan | NQ  | 24  | 24  | 23  | 22  | 24  | 23  | 24  |     |     |     |     |     |     |     |     | 22* |     |     |
| 22 | Daniel Ricciardo   |     |     |     |     |     |     |     |     | 24  | 24  | 23  | 24  | 23  | 23  | 22  | 24  | 21* | 21  | 22  |
| 23 | Vitantonio Liuzzi  | NQ  | 23  | 23  | 21  | 21  | 24  | 21  | 22  | 23  | 23* | 22  | 24  | 24  | 24* | 24  | 23  |     | 23  | 21  |
| 24 | Timo Glock         | 21  | 21  | 22  | 22  | 20  | 21  | 22  | 21  | 20  | 20  | 21  | 20  | 21  | 21  | 21  | 21  | 24  | 20  | 24  |
| 25 | Jérôme d'Ambrosio  | 22  | 22  | 21  | 20* | 23  | 22  | 24  | 23  | 22  | 22  | 24  | 24  | 22  | 22  | 20  | 22  | 23  | 22  | 23  |
| Nº | Pilota             | AUS | MAL | CIN | TUR | SPA | MCO | CAN | EUR | GBR | DEU | UNG | BEL | ITA | SIN | GIA | COR | IND | ABU | BRA |

- * Indica quei piloti che per penalità sono stati retrocessi di cinque posizioni sulla griglia di partenza.
- # Indica quei piloti che per penalità sono stati retrocessi di dieci posizioni sulla griglia di partenza.

## Classifiche

### Sistema di punteggio
| Posizione | 1ª | 2ª | 3ª | 4ª | 5ª | 6ª | 7ª | 8ª | 9ª | 10ª |
| Punti     | 25 | 18 | 15 | 12 | 10 | 8  | 6  | 4  | 2  | 1   |

### Classifica piloti
| Pos. | Pilota             |     |     |     |     |     |     |     |    |     |     |     |     |     |     |     |     |     |     |     | Punti |
| ---- | ------------------ | --- | --- | --- | --- | --- | --- | --- | -- | --- | --- | --- | --- | --- | --- | --- | --- | --- | --- | --- | ----- |
| 1    | Sebastian Vettel   | 1   | 1   | 2   | 1   | 1   | 1   | 2   | 1  | 2   | 4   | 2   | 1   | 1   | 1   | 3   | 1   | 1   | Rit | 2   | 392   |
| 2    | Jenson Button      | 6   | 2   | 4   | 6   | 3   | 3   | 1   | 6  | Rit | Rit | 1   | 3   | 2   | 2   | 1   | 4   | 2   | 3   | 3   | 270   |
| 3    | Mark Webber        | 5   | 4   | 3   | 2   | 4   | 4   | 3   | 3  | 3   | 3   | 5   | 2   | Rit | 3   | 4   | 3   | 4   | 4   | 1   | 258   |
| 4    | Fernando Alonso    | 4   | 6   | 7   | 3   | 5   | 2   | Rit | 2  | 1   | 2   | 3   | 4   | 3   | 4   | 2   | 5   | 3   | 2   | 4   | 257   |
| 5    | Lewis Hamilton     | 2   | 8   | 1   | 4   | 2   | 6   | Rit | 4  | 4   | 1   | 4   | Rit | 4   | 5   | 5   | 2   | 7   | 1   | Rit | 227   |
| 6    | Felipe Massa       | 7   | 5   | 6   | 11  | Rit | Rit | 6   | 5  | 5   | 5   | 6   | 8   | 6   | 9   | 7   | 6   | Rit | 5   | 5   | 118   |
| 7    | Nico Rosberg       | Rit | 12  | 5   | 5   | 7   | 11  | 11  | 7  | 6   | 7   | 9   | 6   | Rit | 7   | 10  | 8   | 6   | 6   | 7   | 89    |
| 8    | Michael Schumacher | Rit | 9   | 8   | 12  | 6   | Rit | 4   | 17 | 9   | 8   | Rit | 5   | 5   | Rit | 6   | Rit | 5   | 7   | 15  | 76    |
| 9    | Adrian Sutil       | 9   | 11  | 15  | 13  | 13  | 7   | Rit | 9  | 11  | 6   | 14  | 7   | Rit | 8   | 11  | 11  | 9   | 8   | 6   | 42    |
| 10   | Vitalij Petrov     | 3   | 17* | 9   | 8   | 11  | Rit | 5   | 15 | 12  | 10  | 12  | 9   | Rit | 17  | 9   | Rit | 11  | 13  | 10  | 37    |
| 11   | Nick Heidfeld      | 12  | 3   | 12  | 7   | 8   | 8   | Rit | 10 | 8   | Rit | Rit |     |     |     |     |     |     |     |     | 34    |
| 12   | Kamui Kobayashi    | SQ  | 7   | 10  | 10  | 10  | 5   | 7   | 16 | Rit | 9   | 11  | 12  | Rit | 14  | 13  | 15  | Rit | 10  | 9   | 30    |
| 13   | Paul di Resta      | 10  | 10  | 11  | Rit | 12  | 12  | 18* | 14 | 15  | 13  | 7   | 11  | 8   | 6   | 12  | 10  | 13  | 9   | 8   | 27    |
| 14   | Jaime Alguersuari  | 11  | 14  | Rit | 16  | 16  | Rit | 8   | 8  | 10  | 12  | 10  | Rit | 7   | 21* | 15  | 7   | 8   | 15  | 11  | 26    |
| 15   | Sébastien Buemi    | 8   | 13  | 14  | 9   | 14  | 10  | 10  | 13 | Rit | 15  | 8   | Rit | 10  | 12  | Rit | 9   | Rit | Rit | 12  | 15    |
| 16   | Sergio Pérez       | SQ  | Rit | 17  | 14  | 9   | NP  | SP  | 11 | 7   | 11  | 15  | Rit | Rit | 10  | 8   | 16  | 10  | 11  | 13  | 14    |
| 17   | Rubens Barrichello | Rit | Rit | 13  | 15  | 17  | 9   | 9   | 12 | 13  | Rit | 13  | 16  | 12  | 13  | 17  | 12  | 15  | 12  | 14  | 4     |
| 18   | Bruno Senna        |     |     |     |     |     |     |     |    |     |     |     | 13  | 9   | 15  | 16  | 13  | 12  | 16  | 17  | 2     |
| 19   | Pastor Maldonado   | Rit | Rit | 18  | 17  | 15  | 18* | Rit | 18 | 14  | 14  | 16  | 10  | 11  | 11  | 14  | Rit | Rit | 14  | Rit | 1     |
| 20   | Pedro de la Rosa   |     |     |     |     |     |     | 12  |    |     |     |     |     |     |     |     |     |     |     |     | 0     |
| 21   | Jarno Trulli       | 13  | Rit | 19  | 18  | 18  | 13  | 16  | 20 | Rit |     | Rit | 14  | 14  | Rit | 19  | 17  | 19  | 18  | 18  | 0     |
| 22   | Heikki Kovalainen  | Rit | 15  | 16  | 19  | Rit | 14  | Rit | 19 | Rit | 16  | Rit | 15  | 13  | 16  | 18  | 14  | 14  | 17  | 16  | 0     |
| 23   | Vitantonio Liuzzi  | NQ  | Rit | 22  | 22  | Rit | 16  | 13  | 23 | 18  | Rit | 20  | 19  | Rit | 20  | 23  | 21  |     | 20  | Rit | 0     |
| 24   | Jérôme d'Ambrosio  | 14  | Rit | 20  | 20  | 20  | 15  | 14  | 22 | 17  | 18  | 19  | 17  | Rit | 18  | 21  | 20  | 16  | Rit | 19  | 0     |
| 25   | Timo Glock         | NC  | 16  | 21  | NP  | 19  | Rit | 15  | 21 | 16  | 17  | 17  | 18  | 15  | Rit | 20  | 18  | Rit | 19  | Rit | 0     |
| 26   | Narain Karthikeyan | NQ  | Rit | 23  | 21  | 21  | 17  | 17  | 24 |     |     |     |     |     |     |     |     | 17  |     |     | 0     |
| 27   | Daniel Ricciardo   |     |     |     |     |     |     |     |    | 19  | 19  | 18  | Rit | NC  | 19  | 22  | 19  | 18  | Rit | 20  | 0     |
| 28   | Karun Chandhok     |     |     |     |     |     |     |     |    |     | 20  |     |     |     |     |     |     |     |     |     | 0     |
| Pos. | Pilota             |     |     |     |     |     |     |     |    |     |     |     |     |     |     |     |     |     |     |     | Punti |

| Legenda | 1º posto     | 2º posto | 3º posto    | A punti         | Senza punti/Non class.  | Grassetto – Pole position Corsivo – Giro più veloce |
| Legenda | Squalificato | Ritirato | Non partito | Non qualificato | Solo prove/Terzo pilota | Grassetto – Pole position Corsivo – Giro più veloce |

* Indica quei piloti che non hanno terminato la gara ma sono ugualmente classificati avendo coperto, come previsto dal regolamento, almeno il 90% della distanza totale.

### Classifica costruttori
| Pos. | Costruttore             | Pilota      |     |     |     |     |     |     |     |    |     |     |     |     |     |     |     |     |     |     |     | Punti |
| ---- | ----------------------- | ----------- | --- | --- | --- | --- | --- | --- | --- | -- | --- | --- | --- | --- | --- | --- | --- | --- | --- | --- | --- | ----- |
| 1    | Red Bull Racing-Renault | Vettel      | 1   | 1   | 2   | 1   | 1   | 1   | 2   | 1  | 2   | 4   | 2   | 1   | 1   | 1   | 3   | 1   | 1   | Rit | 2   | 650   |
| 1    | Red Bull Racing-Renault | Webber      | 5   | 4   | 3   | 2   | 4   | 4   | 3   | 3  | 3   | 3   | 5   | 2   | Rit | 3   | 4   | 3   | 4   | 4   | 1   | 650   |
| 2    | McLaren-Mercedes        | Hamilton    | 2   | 8   | 1   | 4   | 2   | 6   | Rit | 4  | 4   | 1   | 4   | Rit | 4   | 5   | 5   | 2   | 7   | 1   | Rit | 497   |
| 2    | McLaren-Mercedes        | Button      | 6   | 2   | 4   | 6   | 3   | 3   | 1   | 6  | Rit | Rit | 1   | 3   | 2   | 2   | 1   | 4   | 2   | 3   | 3   | 497   |
| 3    | Ferrari                 | Alonso      | 4   | 6   | 7   | 3   | 5   | 2   | Rit | 2  | 1   | 2   | 3   | 4   | 3   | 4   | 2   | 5   | 3   | 2   | 4   | 375   |
| 3    | Ferrari                 | Massa       | 7   | 5   | 6   | 11  | Rit | Rit | 6   | 5  | 5   | 5   | 6   | 8   | 6   | 9   | 7   | 6   | Rit | 5   | 5   | 375   |
| 4    | Mercedes                | Schumacher  | Rit | 9   | 8   | 12  | 6   | Rit | 4   | 17 | 9   | 8   | Rit | 5   | 5   | Rit | 6   | Rit | 5   | 7   | 15  | 165   |
| 4    | Mercedes                | Rosberg     | Rit | 12  | 5   | 5   | 7   | 11  | 11  | 7  | 6   | 7   | 9   | 6   | Rit | 7   | 10  | 8   | 6   | 6   | 7   | 165   |
| 5    | Renault                 | Heidfeld    | 12  | 3   | 12  | 7   | 8   | 8   | Rit | 10 | 8   | Rit | Rit |     |     |     |     |     |     |     |     | 73    |
| 5    | Renault                 | Senna       |     |     |     |     |     |     |     |    |     |     |     | 13  | 9   | 15  | 16  | 13  | 12  | 16  | 17  | 73    |
| 5    | Renault                 | Petrov      | 3   | 17* | 9   | 8   | 11  | Rit | 5   | 15 | 12  | 10  | 12  | 9   | Rit | 17  | 9   | Rit | 11  | 13  | 10  | 73    |
| 6    | Force India-Mercedes    | Sutil       | 9   | 11  | 15  | 13  | 13  | 7   | Rit | 9  | 11  | 6   | 14  | 7   | Rit | 8   | 11  | 11  | 9   | 8   | 6   | 69    |
| 6    | Force India-Mercedes    | Di Resta    | 10  | 10  | 11  | Rit | 12  | 12  | 18* | 14 | 15  | 13  | 7   | 11  | 8   | 6   | 12  | 10  | 13  | 9   | 8   | 69    |
| 7    | Sauber-Ferrari          | Kobayashi   | SQ  | 7   | 10  | 10  | 10  | 5   | 7   | 16 | Rit | 9   | 11  | 12  | Rit | 14  | 13  | 15  | Rit | 10  | 9   | 44    |
| 7    | Sauber-Ferrari          | Pérez       | SQ  | Rit | 17  | 14  | 9   | NP  | SP  | 11 | 7   | 11  | 15  | Rit | Rit | 10  | 8   | 16  | 10  | 11  | 13  | 44    |
| 7    | Sauber-Ferrari          | De La Rosa  |     |     |     |     |     |     | 12  |    |     |     |     |     |     |     |     |     |     |     |     | 44    |
| 8    | STR-Ferrari             | Buemi       | 8   | 13  | 14  | 9   | 14  | 10  | 10  | 13 | Rit | 15  | 8   | Rit | 10  | 12  | Rit | 9   | Rit | Rit | 12  | 41    |
| 8    | STR-Ferrari             | Alguersuari | 11  | 14  | Rit | 16  | 16  | Rit | 8   | 8  | 10  | 12  | 10  | Rit | 7   | 21* | 15  | 7   | 8   | 15  | 11  | 41    |
| 9    | Williams-Cosworth       | Barrichello | Rit | Rit | 13  | 15  | 17  | 9   | 9   | 12 | 13  | Rit | 13  | 16  | 12  | 13  | 17  | 12  | 15  | 12  | 14  | 5     |
| 9    | Williams-Cosworth       | Maldonado   | Rit | Rit | 18  | 17  | 15  | 18* | Rit | 18 | 14  | 14  | 16  | 10  | 11  | 11  | 14  | Rit | Rit | 14  | Rit | 5     |
| 10   | Lotus-Renault           | Kovalainen  | Rit | 15  | 16  | 19  | Rit | 14  | Rit | 19 | Rit | 16  | Rit | 15  | 13  | 16  | 18  | 14  | 14  | 17  | 16  | 0     |
| 10   | Lotus-Renault           | Trulli      | 13  | Rit | 19  | 18  | 18  | 13  | 16  | 20 | Rit |     | Rit | 14  | 14  | Rit | 19  | 17  | 19  | 18  | 18  | 0     |
| 10   | Lotus-Renault           | Chandhok    |     |     |     |     |     |     |     |    |     | 20  |     |     |     |     |     |     |     |     |     | 0     |
| 11   | HRT-Cosworth            | Karthikeyan | NQ  | Rit | 23  | 21  | 21  | 17  | 17  | 24 |     |     |     |     |     |     |     |     | 17  |     |     | 0     |
| 11   | HRT-Cosworth            | Ricciardo   |     |     |     |     |     |     |     |    | 19  | 19  | 18  | Rit | NC  | 19  | 22  | 19  | 18  | Rit | 20  | 0     |
| 11   | HRT-Cosworth            | Liuzzi      | NQ  | Rit | 22  | 22  | Rit | 16  | 13  | 23 | 18  | Rit | 20  | 19  | Rit | 20  | 23  | 21  |     | 20  | Rit | 0     |
| 12   | Virgin-Cosworth         | Glock       | NC  | 16  | 21  | NP  | 19  | Rit | 15  | 21 | 16  | 17  | 17  | 18  | 15  | Rit | 20  | 18  | Rit | 19  | Rit | 0     |
| 12   | Virgin-Cosworth         | D'Ambrosio  | 14  | Rit | 20  | 20  | 20  | 15  | 14  | 22 | 17  | 18  | 19  | 17  | Rit | 18  | 21  | 20  | 16  | Rit | 19  | 0     |
| Pos. | Costruttore             | Pilota      |     |     |     |     |     |     |     |    |     |     |     |     |     |     |     |     |     |     |     | Punti |

| Legenda | Grassetto – Pole position Corsivo - Giro più veloce | 1º posto                                         | 2º posto                                      | 3º posto                          | A punti                                           | -Senza punti -Non classificato (NC)         | Ritirato (Rit)                  | Squalificato (SQ)   |
| Legenda | Grassetto – Pole position Corsivo - Giro più veloce | -Non qualificato (NQ) -Non pre-qualificato (NPQ) | Disputa solo le prove (SP) -Terzo pilota (TP) | Non prende parte alle prove (NPR) | -Non partito (NP) Infortunato (INF) -Escluso (ES) | Iscritto ma non presente, non arrivato (NA) | Ritirato prima dell'evento (WD) | Gara cancellata (C) |

* Indica quei piloti che non hanno terminato la gara ma sono ugualmente classificati avendo coperto, come previsto dal regolamento, almeno il 90% della distanza totale.

## Test per giovani piloti
Il circuito di Yas Marina ha ospitato tra il 15 e 17 novembre 2011 i tradizionali Young Driver Test, riservati a giovani piloti. In questa occasione il fornitore unico degli pneumatici, la Pirelli ha portato al debutto le nuove gomme pensate per la stagione 2012. Il disegno è leggermente diverso, con un profilo più squadrato, in modo da ricercare un consumo più uniforme, mentre la modifica delle mescole è implementata per ridurre il rischio di blistering.
Il test si è articolato in sei turni suddivisi su tre giornate. In tutti e sei i turni il pilota più rapido, il francese Jean-Éric Vergne (terzo pilota alla Toro Rosso), ha testato una Red Bull. Anche nel 2010 i tempi migliori erano stati fatti segnare da un pilota al volante della Red Bull.
Nel primo turno il francese fa segnare 1'40"707 su 40 giri, precedendo due piloti provenienti dalla GP2 Series: il suo connazionale Jules Bianchi su Ferrari e Oliver Turvey su McLaren. Nel turno del pomeriggio il tempo è stato abbassato a 1'40"011. Dietro a Vergne c'era ancora Bianchi, mentre terzo è il pilota della Virgin Robert Wickens che in questo test ha provato una Renault.
Il giorno seguente al mattino Vergne fa segnare 1'40"188, precedendo ancora una volta Bianchi. Terzo in questo caso è il campione della GP3 il finlandese Valtteri Bottas, su Williams. Al pomeriggio noie al KERS ne limitano il potenziale. Il pilota della Red Bull non migliora il tempo della mattina, ed è seguito sempre da Bianchi; al pomeriggio il terzo miglior tempo è fatto dal collaudatore della McLaren Gary Paffett.
L'ultimo giorno Vergne abbatte il muro del 1'40 facendo segnare la mattina 1'38"917, di appena quattro decimi superiore a quello fatto segnare da Sebastian Vettel nelle qualifiche del Gran Premio di Abu Dhabi. Dietro a Vergne si è piazzato per l'ennesima volta Bianchi su Ferrari, seguito da Sam Bird su Mercedes. Nell'ultimo turno Vergne ha fatto segnare il miglior tempo, questa volta però la piazza d'onore non è stata conquistata da Jules Bianchi ma da Sam Bird.